# Provence

Lage der Region Provence-Alpes-Côte d’Azur in Frankreich

Topographische Karte der Region Provence-Alpes-Côte d’Azur

Lage der historischen Grafschaft Provence in der heutigen Region Provence-Alpes-Côte d’Azur

Die Provence [pʁɔˈvɑ̃ːs] (französisch la Provence; okzitanisch Provença, Prouvènço) ist ein historisches Gebiet im Südosten von Frankreich. Sie liegt am Mittelmeer zwischen Rhônetal und Italien. Im Norden liegt die Landschaft Dauphiné in der Region Auvergne-Rhône-Alpes. Ihre geographische Lage entspricht etwa den heutigen Départements Bouches-du-Rhône, Alpes-de-Haute-Provence, Var und Vaucluse; diese bilden mit den Départements Alpes-Maritimes und Hautes-Alpes die Region Provence-Alpes-Côte d’Azur. Es wird zwischen der bevölkerungsarmen Hoch- (Haute-Provence) und der bevölkerungsreichen Niederprovence (Basse-Provence) unterschieden, womit das südliche Rhônetal bis Valence, die Camargue und oft auch die Städte an der Côte d’Azur gemeint sind.
Das Adjektiv zu Provence ist provenzalisch (französisch provençal, okzitanisch provençal -ala / prouvençau -ala [pruvensau]).

## Herkunft und Bedeutung des Namens
Der Name Provence stammt aus der Zeit der römischen Herrschaft, vom lateinischen provincia. Als eine der ersten und am stärksten romanisierten Regionen außerhalb des heutigen Italiens gehörte sie zur Provincia Narbonensis.

## Geographie

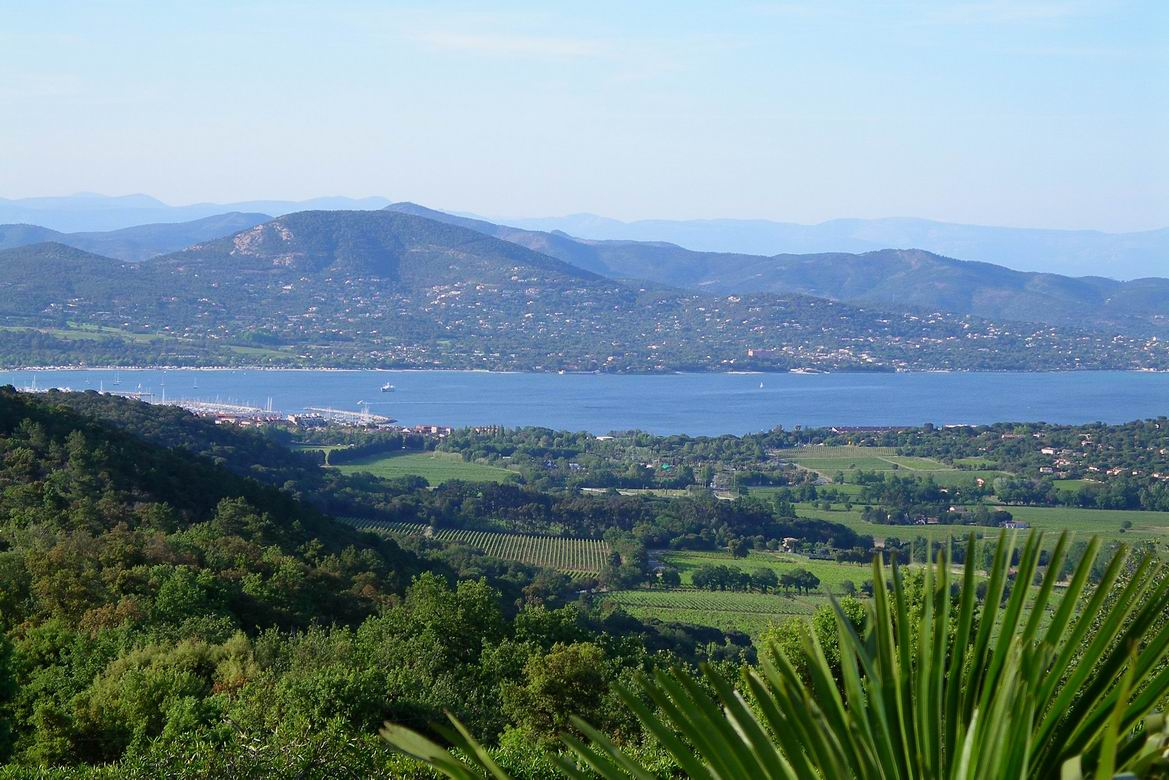
Blick auf die Bucht von Saint-Tropez

Die größten Städte sind Marseille (877.215 Einwohner), Nizza (353.701), Toulon (180.834) und Aix-en-Provence (147.933). Weitere wichtige Städte sind Avignon (91.760 Einwohner), Fréjus (58.499), Arles (51.156), Aubagne (47.724), Gap (40.656), Menton (30.326), Orange (29.357) und Carpentras (30.854). Historische Hauptstadt ist Aix-en-Provence.
Die Départements Var, Bouches-du-Rhône und Alpes-de-Haute-Provence gehören zur historischen Kernregion Provence. Einige Gebiete der Départements Hautes-Alpes, Vaucluse und Alpes-Maritimes gehörten zwar der mittelalterlichen Grafschaft Provence, wurden aber zwischenzeitlich von der Provence abgetrennt (siehe Grafschaft Nizza, Comtat Venaissin, Fürstentum Orange und Süd-Dauphiné). Alle diese Départements bilden die moderne Provence unter dem heutigen Begriff Provence-Alpes-Côte d’Azur, deren Hauptstadt Marseille ist.
Die Provence erstreckt sich von der Rhône über die Provenzalischen Voralpen und das küstennahe Massif des Maures bis in die Seealpen (Alpes Maritimes) und die Cottischen Alpen (Queyras und Haute Ubaye) an der Grenze zu den italienischen Regionen Piemont und Ligurien.

## Bevölkerung und Sprache
Gesprochen werden in der Landschaft verschiedene Dialekte der provenzalischen Sprache, einer Varietät des Okzitanischen, das von der Französischen Republik lange Zeit unterdrückt wurde und auch heute noch nicht als Amtssprache anerkannt ist.  Seit Anfang des 20. Jahrhunderts wird sie wieder vermehrt gesprochen. Mit der Sprache lebten auch viele alte Bräuche und die provenzalische Volksmusik wieder auf. Eine Besonderheit sind die Santons, provenzalische Krippenfiguren.

## Landwirtschaft und Küche
Die Landwirtschaft ist mediterran geprägt, wobei Gemüse- und Obstanbau eine besondere Bedeutung besitzen. Bekannte Produkte sind Kirschen, Erdbeeren, Pfirsiche, Aprikosen, Mandeln und die Melonen von Cavaillon.
Die besten Olivenöle stammen aus den Orten am Südrand der Alpilles (Vallée des Baux de Provence), aus den Orten Maussane-les-Alpilles und Nyons sowie aus dem Hinterland von Nizza; sie sind durch eigene Appellationen (AOC) geschützt.
In Höhenlagen ab 300 Metern befinden sich die berühmten Lavendelfelder, deren Produktion als Grundlage für die Parfüm-Herstellung dient. Deren Zentrum bildet die Stadt Grasse in den Seealpen.

### Küche

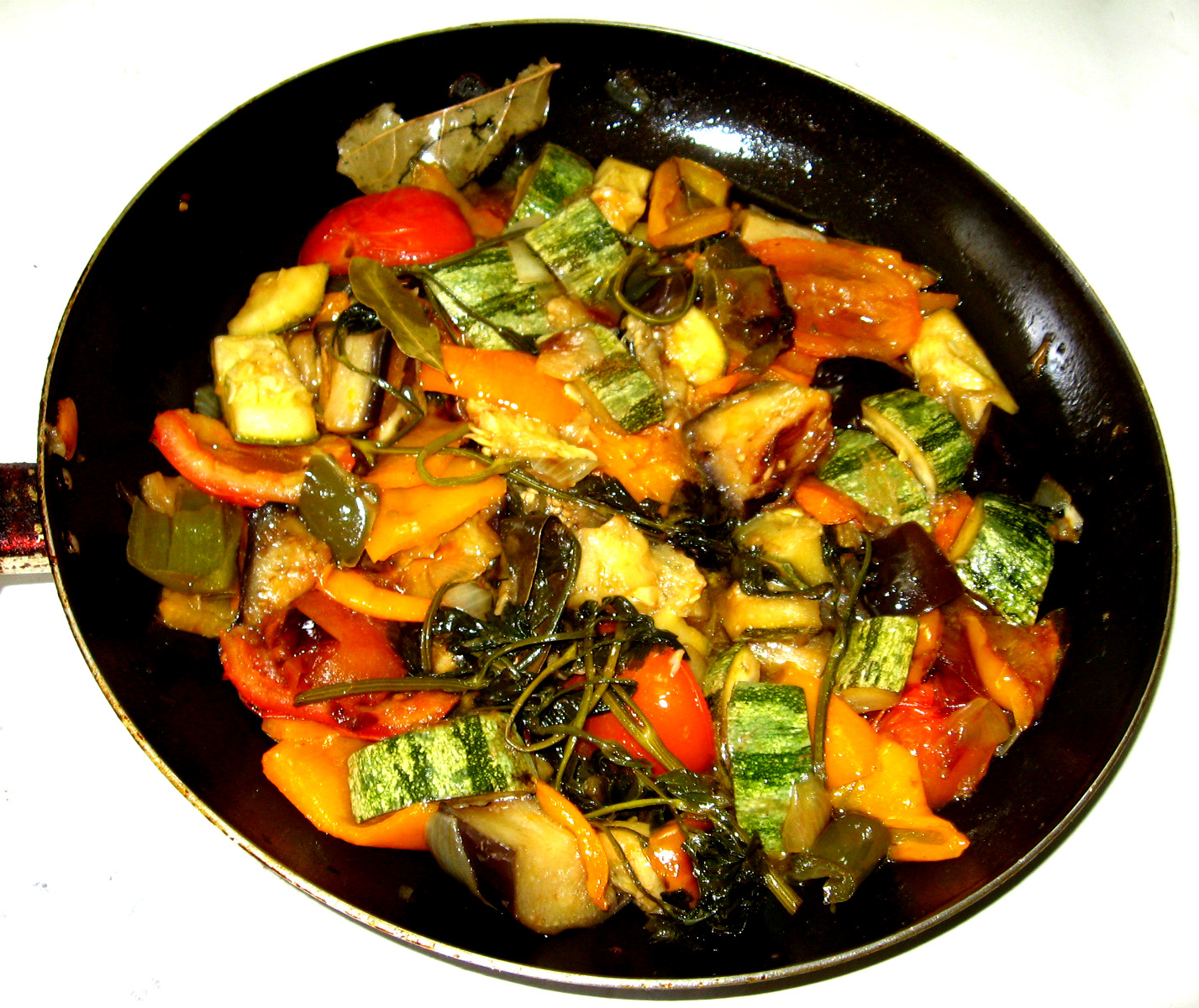
Ratatouille, eine bekannte Spezialität der Provence aus Nizza

Typische Gerichte der provenzalischen Küche sind die Bouillabaisse, die Bourride (Fischgerichte), die Soupe de poisson (Fischsuppe), die Daube provençale (Schmorgericht mit Rindergulasch), Aioli sowie die Ratatouille und die Soupe au pistou. Als Salatgerichte sind Salade Niçoise sowie Salade de Mesclun besonders bekannt. Lokale Spezialitäten sind der weiße Nougat von Montélimar, die kandierten Früchte der Stadt Apt, die Trüffel, die Socca und die Pissaladière der Stadt Nizza sowie die Calissons d’Aix.
Der Zusatz bei Speisen „à la provençale“ bedeutet in der Regel Tomatensoße mit Verwendung von Gewürzkräutern, speziell Kräuter der Provence, Auberginen, Courgettes (Zucchini), Paprika und Olivenöl – also hauptsächlich Zutaten, die in der Provence angebaut werden und auf den Wochenmärkten der Region erhältlich sind.

### Weinanbau
Der Weinanbau profitiert vom warmen Mittelmeerklima sowie von der trocknenden Wirkung des Mistrals. Das Anbaugebiet der Côtes de Provence erstreckt sich über die Départements Bouches-du-Rhône, Var und Alpes-Maritimes. Eine deutlich größere Rebfläche besitzen die Côtes du Rhône, deren größter Teil jedoch in das Département Vaucluse fällt. Das Bindeglied zwischen beiden Gebieten bilden die Appellationen der Côtes du Luberon und Côtes du Ventoux. Die Rotweine sind kraftvoll und geschmeidig. Sie vertragen einige Jahre Lagerzeit, während die fruchtigen Rosé- und aromatischen Weißweine der Côtes de Provence jung getrunken werden sollten. Außerordentlich langlebig sind die Spitzenrotweine von Châteauneuf-du-Pape, Gigondas, Bandol und Palette. Eine weinähnliche Spezialität der Provence ist der Vin cuit.

## Sehenswürdigkeiten

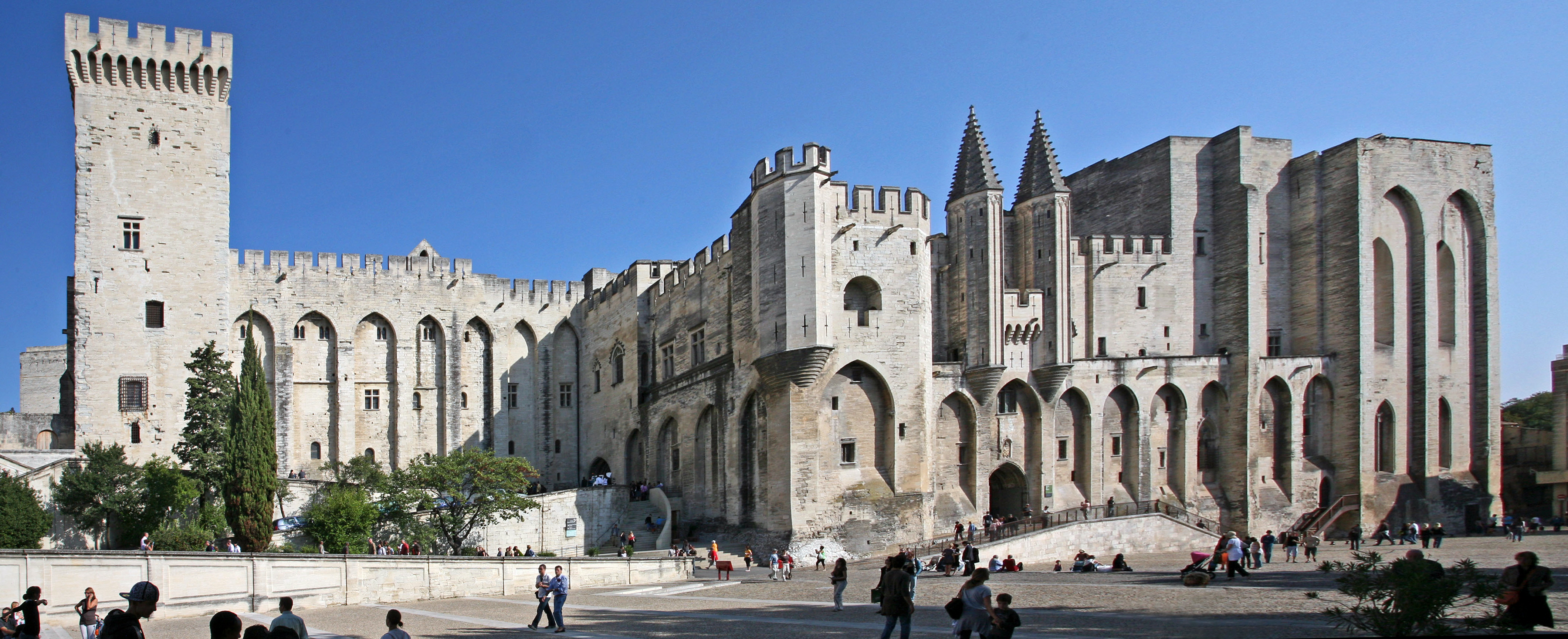
Papstpalast in Avignon

Die Provence ist reich an natürlichen Sehenswürdigkeiten und Baudenkmälern, etliche davon stehen auf der Liste des Weltkultur- und Naturerbes der Menschheit. Arles war zu römischer Zeit ein bedeutender Handelsplatz, zudem gibt es das Amphitheater, das zweigeschossig ist, mit je 60 Arkaden pro Geschoss. Heute bietet es 25.000 Menschen Platz und wird als Stierkampfarena genutzt. Die romanische Kirche St-Trophime d’Arles war sechs Jahrhunderte lang eine Kathedrale, bevor der Bischofssitz im Zuge der Französischen Revolution nach Aix-en-Provence verlegt wurde. Das römische Theater von Orange wurde im ersten Jahrhundert nach Christus errichtet. Der Bogen von Orange an der Straße nach Lyon ist ein Monumentaltor (aber kein Triumphbogen). Die einzigen Zeugnisse des amtlichen Vermessungswesens aus der römischen Antike werden in Orange aufbewahrt. Die Altstadt von Avignon wird von der Stadtmauer aus dem zwölften Jahrhundert umgeben. Neben vielen Kirchen und mittelalterlichen Gebäuden ist der Papstpalast die imposanteste Sehenswürdigkeit der Stadt.
Der Pont du Gard ist ein römisches Aquädukt über den Gardon und wurde früher zur Wasserversorgung der Stadt Nîmes benutzt, er wird touristisch oft zur Provence gezählt.

### Städte und Dörfer

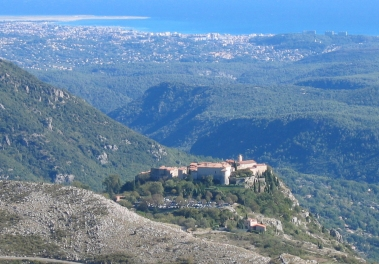
Gourdon, im Hintergrund die Côte d’Azur und das Mittelmeer

In Aigues-Mortes steht die Tour de Constance, in dem Marie Durand 38 Jahre lang gefangen war. Der Cours Mirabeau ist die Flaniermeile von Aix-en-Provence, im Café Les Deux Garçons trafen sich früher Künstler und Schriftsteller. Nördlich des Cours Mirabeau liegt die Altstadt mit römischen und mittelalterlichen Bauwerken. Die Kathedrale ist heute Sitz des Erzbistums Aix. Antibes liegt an der Côte d’Azur und besitzt mit dem Port Vauban einen der größten Yachthäfen Europas. Der Markt Foire de Beaucaire in Beaucaire war vom 13. bis zum 19. Jahrhundert einer der wichtigsten Märkte Europas, es kamen bis zu 300.000 Menschen jährlich. In Cannes finden jährlich die Internationalen Filmfestspiele statt. Das Schloss von Cassis wurde im 14. Jahrhundert errichtet, verfiel später und ist heute in Privatbesitz. In Fontaine-de-Vaucluse liegt die Quelle der Sorgue. Sie ist eine Karstquelle, die mit einem ausgedehnten Höhlensystem verbunden ist. Nahe Fréjus brach 1959 eine Staumauer, die Barrage de Malpasset; eine große Flutwelle wälzte sich durch die Stadt. Im Süden der Gemeinde Saint-Rémy-de-Provence liegt Glanum, eine ehemalige römische Stadt mit dem ältesten Triumphbogen Galliens. Die Altstadt von Gordes mit dem Château de Gordes aus dem elften Jahrhundert thront auf einem Felsvorsprung über dem Coulon. Gourdon liegt im Hinterland der Côte d’Azur westlich von Nizza und hat sein ursprüngliches Aussehen weitgehend behalten. Das unbestrittene Zentrum der Parfümherstellung in der Provence ist Grasse, sie nennt sich selbst Welthauptstadt des Parfüms.
Die Gemeinde Les Baux-de-Provence, die bis 1958 nur Les Baux hieß, hat dem Mineral Bauxit seinen Namen gegeben. Pierre Berthier fand 1822 nahe dem Ort ein rötliches Mineral das etwa 50 Prozent Aluminiumoxid enthielt, ab 1860 wurde Bauxit in der Region industriell abgebaut. Die Festung von Lourmarin wurde im zwölften Jahrhundert erbaut, im 15. Jahrhundert wurde sie im Renaissancestil zum Schloss umgebaut. Die Wahrzeichen Marseilles sind das Château d’If, eine Festung auf einer Felseninsel im Meer vor der Stadt und die Notre-Dame de la Garde, eine Kirche im neuromanisch-byzantinischen Stil; die Kathedrale von Marseille wurde etwa zur selben Zeit erbaut und ähnelt stilistisch der Kirche. Menton liegt direkt an der italienischen Grenze, die Altstadt zeugt durch ihr italienisches Aussehen davon. Nizza ist neben Cannes einer der am meisten touristisch erschlossen Städte der Côte d’Azur. In Nîmes stehen zahlreiche Bauten aus der Römerzeit. Das Amphitheater steht genau im Zentrum der Stadt, im Mittelalter stand in ihm eine Burg, zwei Kirchen und ein kleines Dorf mit bis zu 700 Einwohnern. Die Maison Carrée ist ein römischer Tempel in Nîmes, und wurde im Jahr 19 v. Chr. errichtet. Die Abteikirche Saint-Gilles in Saint-Gilles-du-Gard hat eine prächtige Westfassade mit drei Archivoltenportalen und einem breiten architravartigen Band. Die Kirche Notre-Dame-de-la-Mer in Saintes-Maries wurde im zwölften Jahrhundert errichtet und im 14. Jahrhundert zur Wehrkirche ausgebaut. Die Zitadelle von Sisteron steht auf einem schon zur Antike befestigten Felsen, Sisteron existierte schon zur Römerzeit und lag an der Via Domitia. Die Kapelle St-Gabriel und die Stiftkirche Ste-Marthe in Tarascon wurden im zwölften Jahrhundert errichtet. Toulon ist der Heimathafen der französischen Marine im Mittelmeer, diese ist eine der wichtigsten Arbeitgeber der Stadt. Die Eure entspringt nahe Uzès und versorgte zur Römerzeit Nîmes durch ein Aquädukt mit Trinkwasser, der Pont du Gard ist ein Teil dieser Wasserleitung. In Vaison-la-Romaine können großflächige römische Ausgrabungen und eine mittelalterliche Altstadt besucht werden. Die Tour Philippe Le Bel in Villeneuve-lès-Avignon ist nach Philipp IV. benannt, der das Papsttum nach Avignon holte und den Templerorden auflöste.

### Landschaften

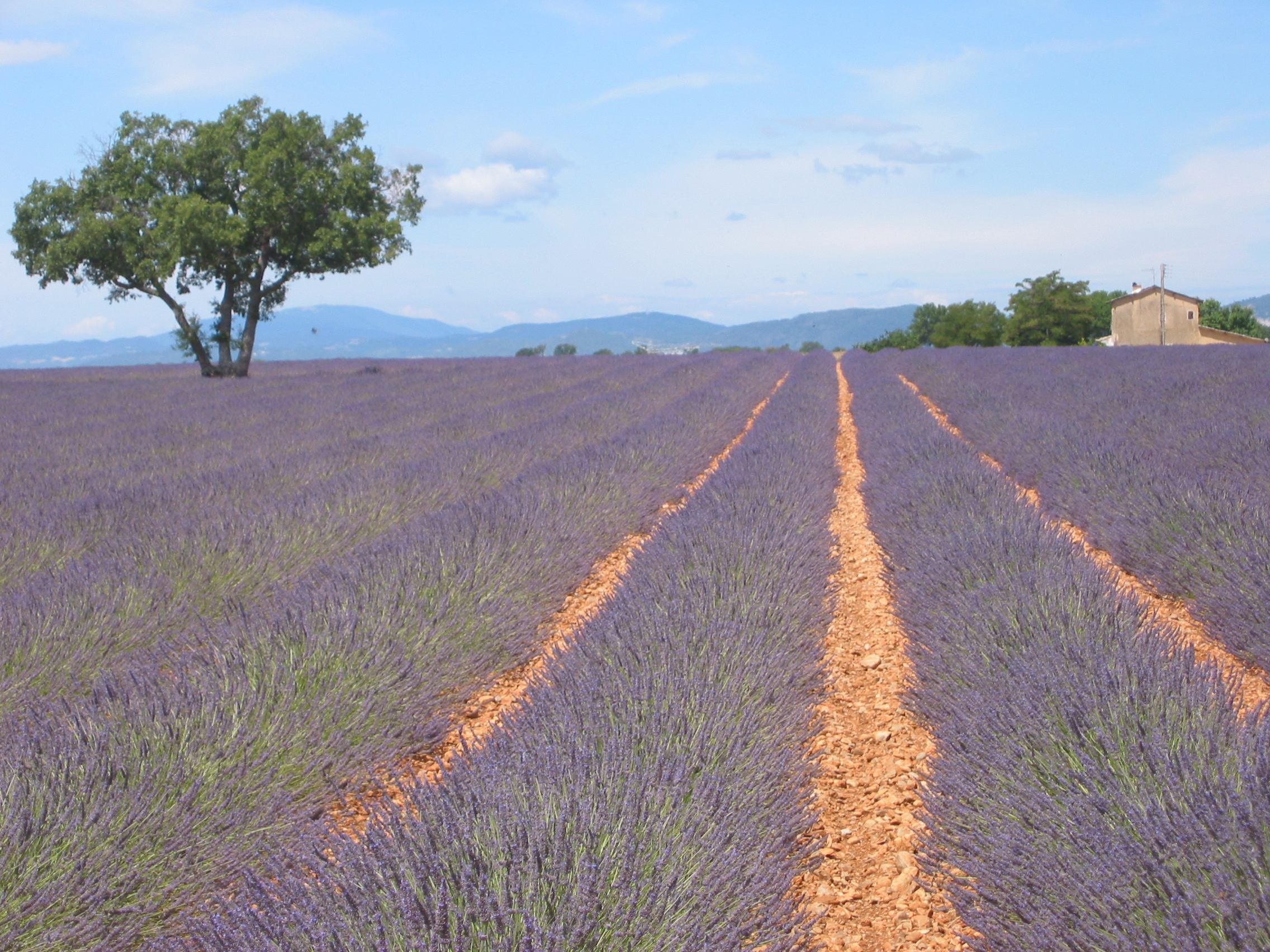
Emblematische Landschaft der Provence mit Lavendelfeld, Plateau de Valensole

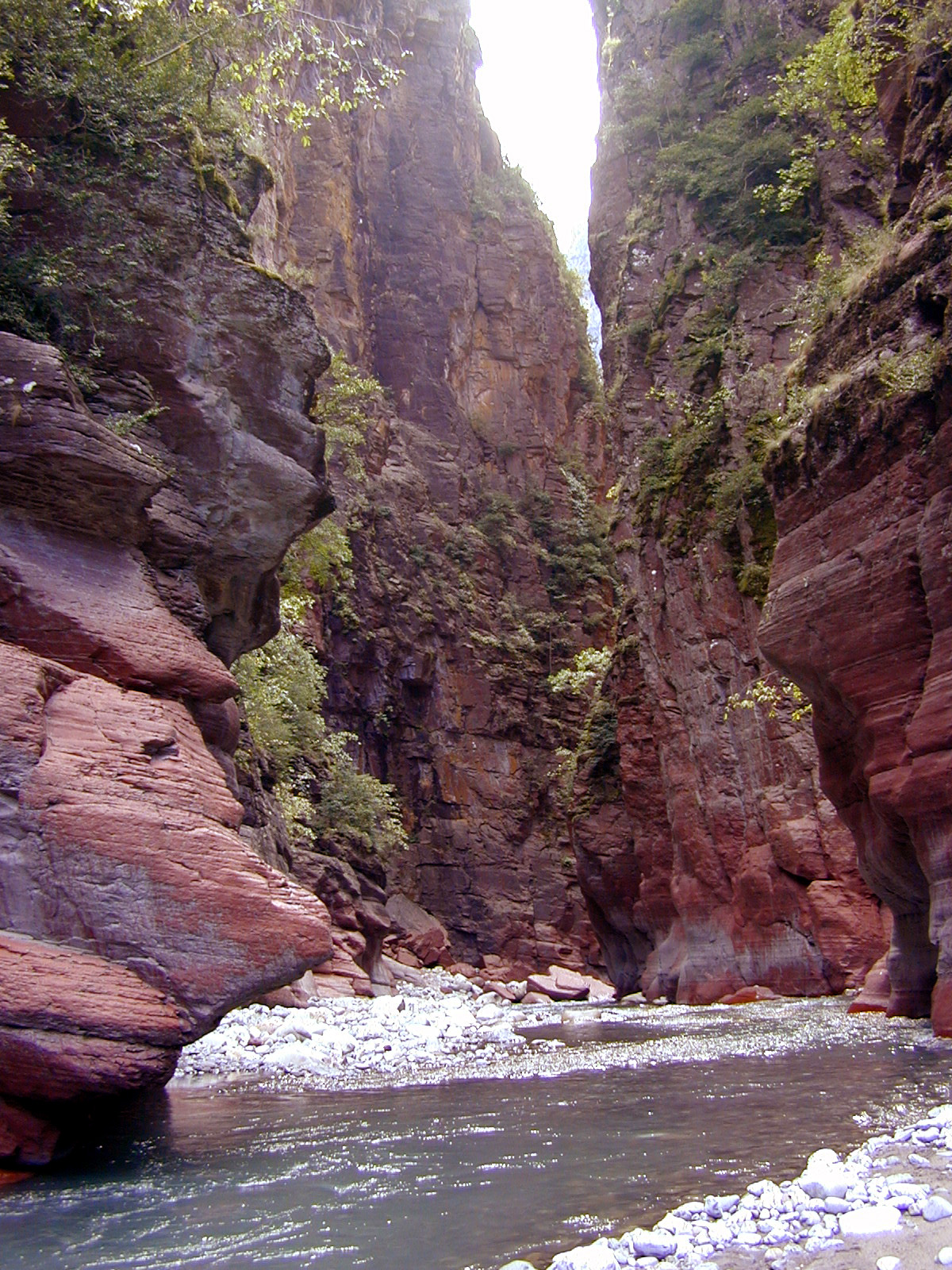
Daluis-Schlucht

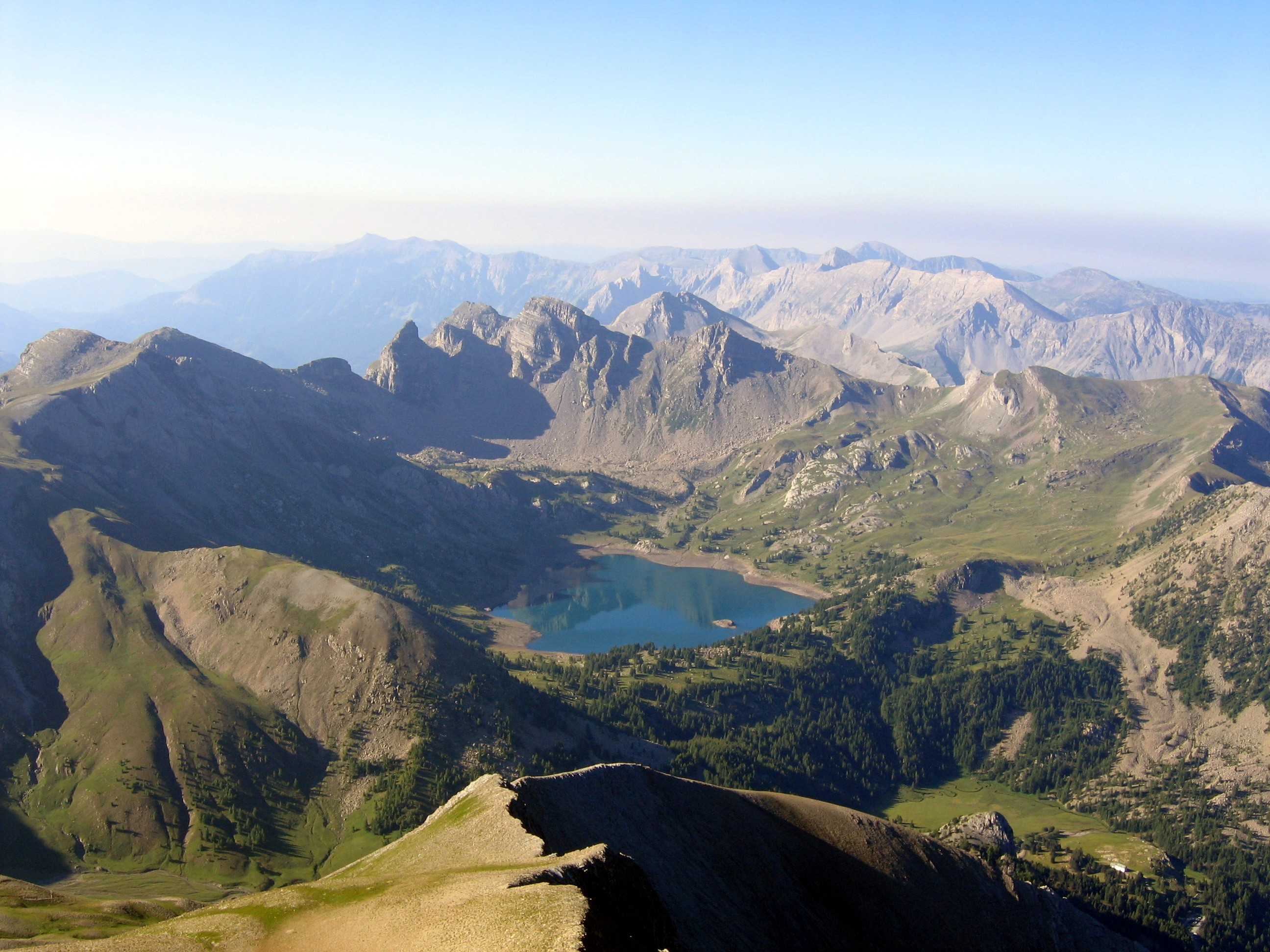
Lac d’Allos, Blick vom Mont Pelat

Die Alpilles sind eine Bergkette aus Kalkstein östlich des Deltas der Rhône. Sie sind zwischen 200 und 500 Meter hoch. Das Massif des Calanques ist eine Bergkette südlich von Marseille mit teilweise tief eingeschnittenen, fjordähnlichen Badebuchten die Calanque genannt werden. Die Bergkette gehören zum Nationalpark Calanques. Die Camargue besteht hauptsächlich aus dem Delta der Rhône, ein Feuchtgebiet mit einer Gesamtfläche von 930 Quadratkilometern. Im größten See, dem Étang de Vaccarès, leben Rosaflamingos und viele Zugvögel. Die Camargue-Pferde sind gut an das Leben in den Feuchtgebieten ihrer Heimat angepasst, die helfen den Gardians beim Hüten der Camargue-Stiere. Nordöstlich der Camargue liegt die Crau, eine Steinsteppe, die durch Ablagerungen von Flüssen entstand. Von den ehemals vielen Steinsteppen an der Mittelmeerküste ist die Crau die einzige übrig gebliebene große, zusammenhängende Fläche. An der Côte d’Azur liegen einige der bekanntesten Touristenorte der Provence, wie Saint-Tropez, Cannes und Monaco. Große Abschnitte der Küste sind felsig, wie das aus rotem Porphyr bestehenden Esterel. Die Daluis-Schlucht (Gorges de Daluis) ist ein Canyon am Oberlauf des Var, in der Gemeinde Daluis. Die Schlucht ist wegen ihrer steilen, roten Felswände, berühmt und bei Touristen beliebt. Westlich der Dentelles de Montmirail, fließt die Rhone, hier liegen die Weinorte Séguret, Sablet, Gigondas, Beaumes-de-Venise und Vacqueyras. Einige der Rotweine werden weltweit nachgefragt. Der Oberlauf der Durance wird vom Lac de Serre-Ponçon aufgestaut, dem größten künstlichen See Frankreichs. Oberhalb des Sees ist die Durance ein beliebtes Gebiet für Rafting und Wildwasserpaddeln, an der Mündung der Rabioux mit einer Schwierigkeitsstufe von 3 bis 4.
Die Chaîne de l’Estaque liegt zwischen der Côte Bleue und dem Étang de Berre. Das Massif de l’Étoile liegt im Norden von Marseille, auf dem einen der Gipfel steht einer der beiden Fernsehtürme der Stadt, er ist 148 Meter hoch. Die Gorges de la Nesque ist eine bis zu 400 Meter tiefe Schlucht. Die wurde durch den Fluss Nesque gegraben, ist heute im Sommer aber nur ein kleiner Bach oder ausgetrocknet. Vor der Küste von Hyères liegen die Îles d’Hyères. Eine der Inseln, die Île du Levant, ist ein beliebtes Ziel für Nudisten. Der Luberon ist eine Gebirgskette südöstlich von Avignon, der höchste Gipfel ist der Mourre Nègre mit einer Höhe von 1125 m. Nach dem Gebirge ist das Weinanbaugebiet Côtes du Luberon benannt, in dem schon zur Römerzeit Wein angebaut wurde. Das Massif de la Sainte-Baume ist mit Rotbuchen- und Eichen-Wälder bedeckt, Maria Magdalena soll in einer Höhle unter dem Hügel La Sainte-Baume begraben sein. Das Massif des Maures ist mit dichtem Wald bedeckt, in dem auch Orchideen und Schildkröten vorkommen.
Der Mont Ventoux gilt als heiliger Berg der Kelten, er soll schon im Jahr 1336 vom italienischen Dichter Francesco Petrarca bestiegen worden sein. Bei der Tour de France ist der Mont Ventoux einer der bekanntesten Anstiege, er wird in der Hors Catégorie geführt. Am Fuß des Montagne de Lure liegt die Abtei Notre-Dame de Lure aus dem zwölften Jahrhundert. Paul Cézanne sah von seinem Haus aus die Montagne Sainte-Victoire und verewigte sie in mehreren Gemälden, heute ist das Gebirge ein beliebtes Wanderziel. Im Osten der Montagnette liegt auf dem Gebiet von Graveson ein Oppidum aus der Latènezeit, hier wurden Münzen, Keramik, Küchengeräte und in der Nekropole ein Tempel gefunden. Der Pont Julien wurde im Jahre 3 vor Christus errichtet und überspannt den Calavon bei Bonnieux als Teil der Via Domitia. Auf dem Plateau von Valensole werden Lavendel und Mandeln angebaut, jährlich findet im Sommer das Lavendelfest statt. In den Seealpen liegt der Nationalpark Mercantour. Das Vallée des Merveilles liegt im Nationalpark und ist für seine 25.000 bis 30.000 Petroglyphen bekannt. Ebenfalls in den Seealpen steht das römische Siegesdenkmal Tropaeum Alpium, in der Stadt La Turbie. Die Verdonschlucht ist bis zu 700 Meter tief und damit nach der Taraschlucht der zweittiefste Canyon Europas. Die Schlucht entstand nach der letzten Eiszeit, als sich die Verdon bedingt durch gewaltige Schmelzwassermengen in die weiche Kreide einschnitt. Auch die Vésubie besitzt einige Schluchten, die zu den landschaftlich schönsten der Seealpen zählen.

## Geschichte

### Hellenisierung
Um 600 v. Chr. begann die systematische Kolonisation der Küste der Provence durch Griechen aus der kleinasiatischen Stadt Phokaia. Die Phokäer waren durch die Perser unter Druck geraten und hatten bei ihren Fahrten entlang der Mittelmeerküste das von der Natur geschaffene Hafenbecken der späteren Stadt Marseille entdeckt. Es gibt eine Sage, nach der der Keltenkönig Nann für seine Tochter Gyptis einen Mann suchte und seiner Tochter die freie Wahl ließ. Sie entschied sich für einen schönen griechischen Fremdling. Darauf sollen sie die Stadt Marseille, das damalige Massalia (später Massilia) gegründet haben. Diese Stadt erlebte einen enormen Bevölkerungszuwachs. Die Stadt begann sich langsam zu einer großen Handelsniederlassung zu entwickeln, die sogar mit den weit entfernten keltischen Stämmen im heutigen Norddeutschland Handel betrieb. Vor allem die gute Lage am Meer machte Massalia so erfolgreich. Entlang der Küste entstanden zahlreiche Stützpunkte und Tochtergründungen, unter ihnen Antipolis (Antibes), Nikäa (Nizza) und Glanon (St. Rémy, Glanum). Die Glanzzeit Massilias fiel in das 4. Jahrhundert v. Chr. Eine keltische Invasion im späten 2. Jahrhundert v. Chr. beendete dann die Epoche der weitgehend aggressionsfreien Koexistenz von Griechen und Ureinwohnern. Massilia geriet zunehmend unter Druck und war gezwungen seinen Verbündeten, Rom, um Hilfe zu bitten.
Hiermit begann die Zeit der Romanisierung.

### Romanisierung

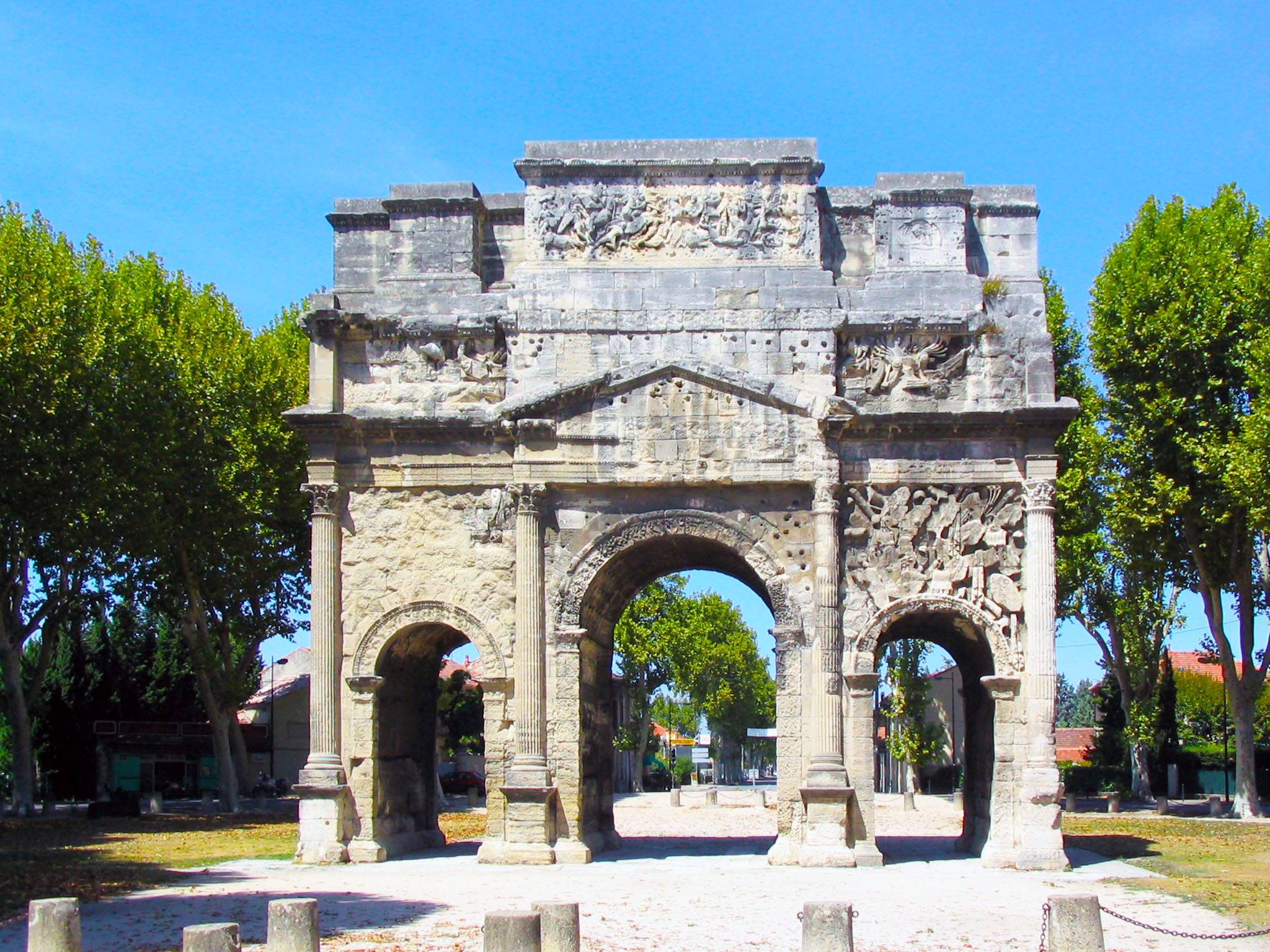
Der römische Stadtgründungsbogen in Orange

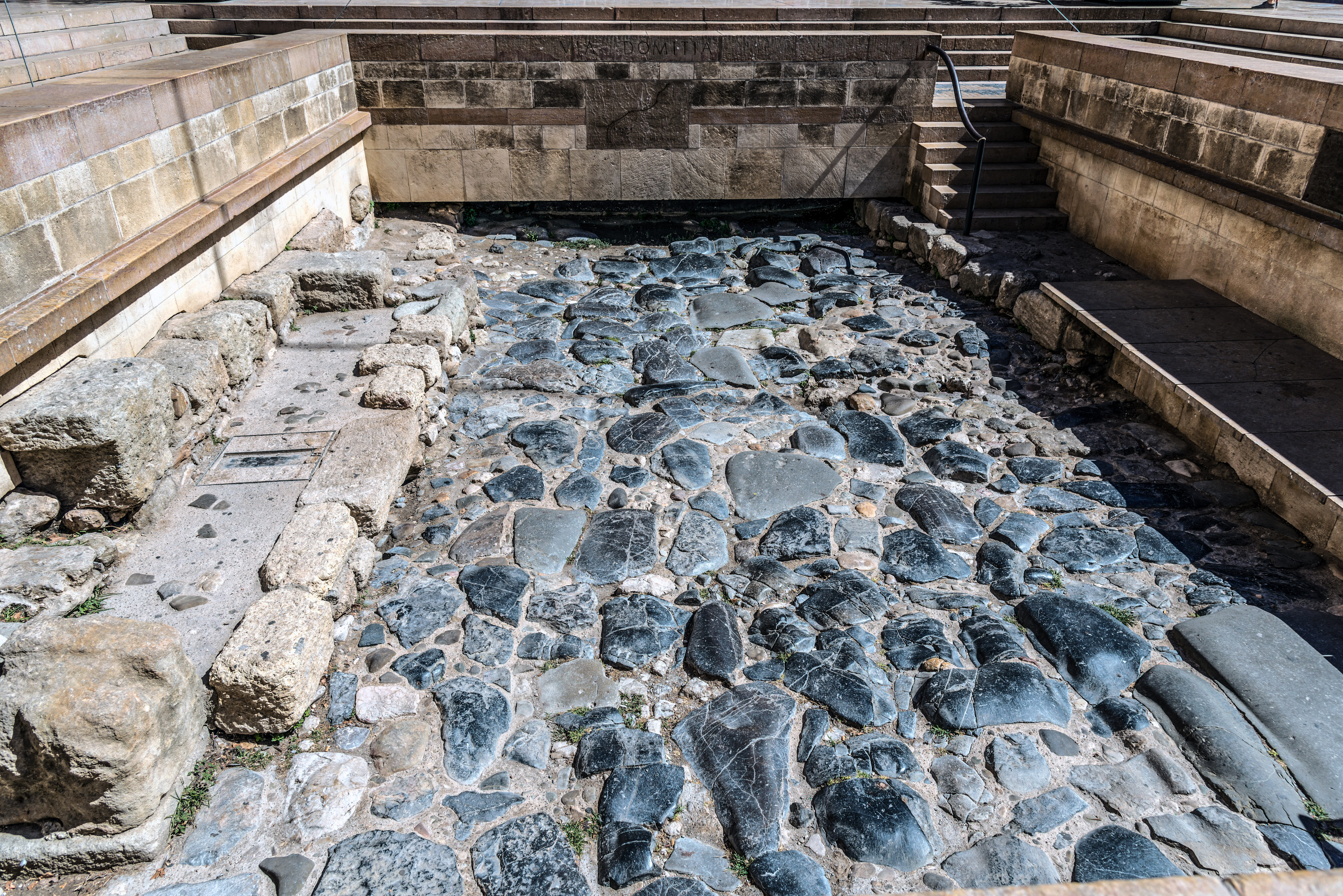
Die Via Domitia in Narbonne

Das Eindringen der Römer in die Provence hatte mehrere Hintergründe. Nachdem Rom begonnen hatte seinen Einfluss über Italien hinaus auszudehnen, musste es zwangsläufig zur Konfrontation mit der damals größten Handelsmacht, Karthago, kommen. Von 264 bis 241 v. Chr. verlief der Erste Punische Krieg, der wegen des Streites um Sizilien entbrannte, wo die siegreichen Römer schließlich ihre erste Provinz gründeten. Die Allianz, die Rom mit dem südlich des Ebro gelegenen Sagunt schloss, löste den Zweiten Punischen Krieg aus (218–202), in dessen Verlauf sich Massalia als treuer Bündnispartner Roms auszeichnete. Die massiliotische Flotte besiegte bereits ein Jahr nach Kriegsausbruch die karthagische Seestreitmacht und deren Führer Himilcon. Hannibal selbst war bei seinem Zug von Spanien nach Italien gezwungen, das starke Massalia zu umgehen.
Als die Punischen Kriege schließlich beendet waren, wurden der Konsul Lucius Baebius und sein ihn begleitender Heereszug nahe Massalia überfallen und bis auf den letzten Mann vernichtet. Massalia geriet schon bald selbst unter massiven Druck. 181 v. Chr. wurden die Römer zur Hilfe gerufen. Es erfolgte zwar eine siegreiche Gegenwehr der Römer, jedoch mussten diese sechzig Jahre später erneut um Hilfe gebeten werden. Dem Hilferuf der Hafenstadt kam Rom diesmal mit mehreren rasch aufeinander folgenden militärischen Unternehmungen nach.
Als Konsul des Jahres 125 v. Chr. wurde Marcus Fulvius Flaccus vom Senat beauftragt, Massilia gegen die Plünderungen der Salluvier zu unterstützen. Flaccus nutzte den Auftrag, um große Teile des Landes zu erobern, und kehrte 123 v. Chr. mit einem Triumphzug nach Rom zurück.
Zwei Jahre später wurde die Provinz Gallia ulterior, das entferntere Gallien (das später nur noch Gallien hieß) im Gegensatz zu Gallia citerior, dem näheren Gallien in Norditalien (auch Gallia cisalpina genannt) eingerichtet, die später in Gallia Narbonensis umbenannt wurde. Hauptstadt wurde erst Aquae Sextiae (Aix-en-Provence), später dann die 118 v. Chr. gegründete Colonia Narbo Martius (Narbonne). Darüber hinaus wurde die Via Domitia als Verlängerung der Via Aurelia angelegt, um Italien auf dem Landweg mit Spanien zu verbinden.
Die folgenden 100 Jahre mussten darauf verwandt werden, diesen neuen Besitz zu sichern. Bald kam ein weiterer Gegner auf die Römer zu: Die Germanenvölker der Kimbern und Teutonen, die den Rhein überschritten hatten und im Rhônetal südwärts vorrückten. Die Römer erlitten bei Arausio (Orange) im Herbst 105 v. Chr. eine Niederlage gegen die Kimbern. Erst in Spanien konnten sie aufgehalten werden. Die Teutonen fielen im Rhonedelta ein. Marius war es dort gelungen, eine gewaltige Streitmacht zusammenzuziehen, und er besiegte schließlich die Germanen 102 v. Chr. in einer entscheidenden Schlacht im Südosten von Aquae Sextiae. In den folgenden Jahren gab es wiederholt Aufstände der Gallier, die mit rücksichtsloser Härte niedergeschlagen wurden.
Im Jahre 58 v. Chr. begann Caesar seine Eroberungsfeldzüge in Gallien und die Narbonensis diente ihm als eine feste Ausgangsbasis. Mit der Niederschlagung der letzten großen nationalen Erhebung unter dem Arvenerfürst Vercingetorix (52 v. Chr.) war das Keltentum in Gallien endgültig besiegt. Caesar wandte sich nun gegen Pompeius, seinen einstigen Mitstreiter, der inzwischen in Rom zum Alleinherrscher – consul sine collega – hatte aufsteigen können. Massilia hatte sich in dieser Auseinandersetzung auf die Seite des späteren Verlierers, Pompeius, geschlagen. Fast ein halbes Jahr musste Caesar darauf verwenden, den Widerstand der unbotmäßigen Hafenstadt zu brechen. Schließlich wurde Massilia erobert und die massilianische Flotte vernichtet.

### Mittelalter und Neuzeit

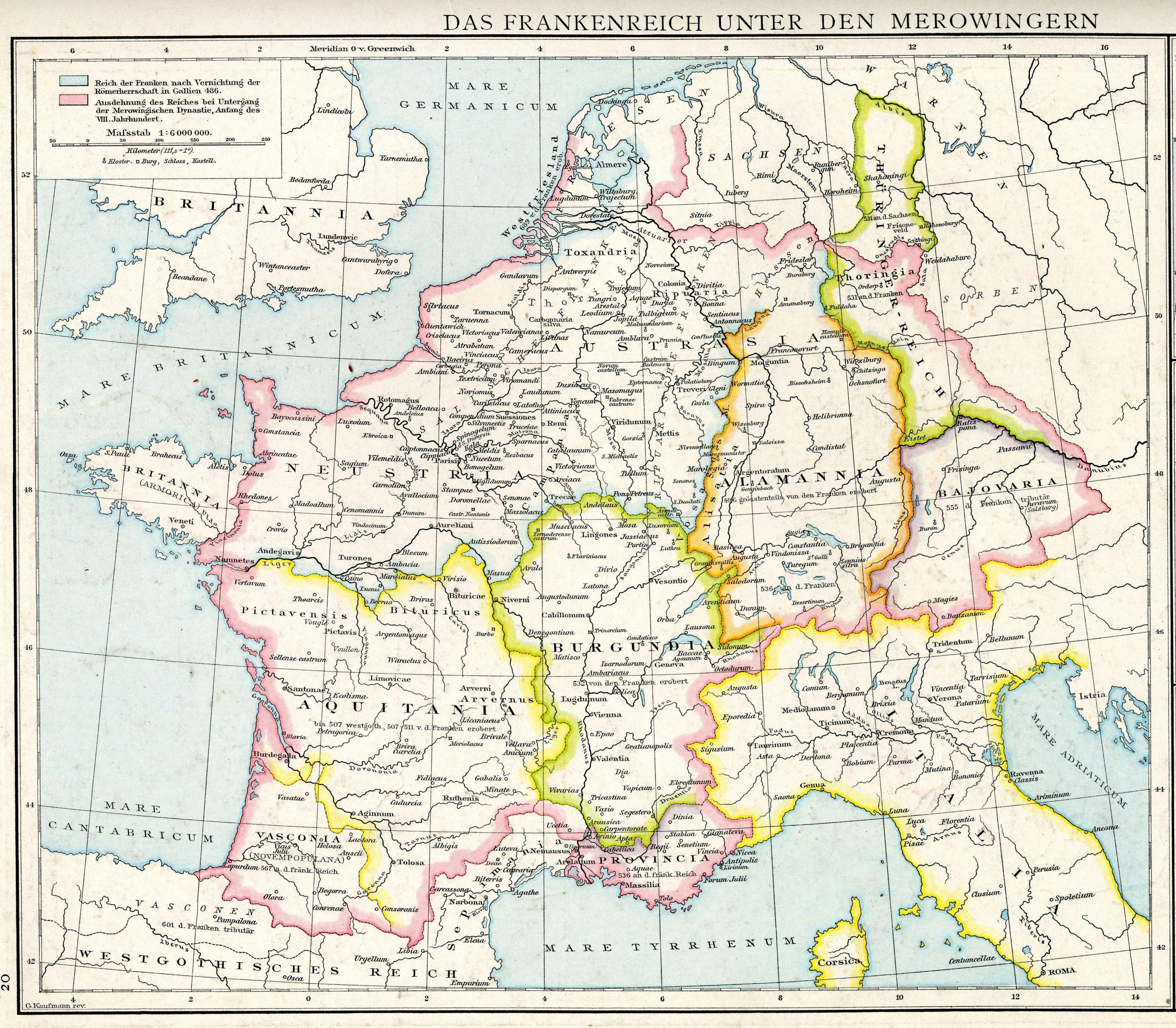
Provincia als Teil des Fränkischen Reiches zu Zeiten der Merowinger

Nach fast 600 Jahren als römische Provinz wurde das Land 470/477 von den Westgoten erobert. 507 – nachdem die Franken die Westgoten in der Schlacht von Vouillé geschlagen hatten – übernahmen die Ostgoten die provincia; 536 dann, nachdem die Franken auch die Burgunden unterworfen hatten, wurde das Land für 320 Jahre fränkisch. 855 (Prümer Teilung) bis 879 bildete die Provence zusammen mit Südburgund ein selbständiges karolingisches Königreich unter Karl, danach ab 879 das Königreich Niederburgund, bis 933 mit der Hauptstadt Arles – daher auch die Bezeichnung Arelat. Zwischen 888 und 975 war allerdings Fraxinetum eine Basis des Islam in der Provence, Araber beherrschten und plünderten weite Teile Burgunds.
Von 934 an gehörte die Provence zum vereinigten Königreich Burgund, ab 1032 aufgrund eines sich realisierenden Erbvertrages zum Heiligen Römischen Reich, ohne jemals völlig integriert zu werden: 1365 erfolgte die Krönung Karls IV. in Arles, obwohl die tatsächlichen Herren längst andere waren.

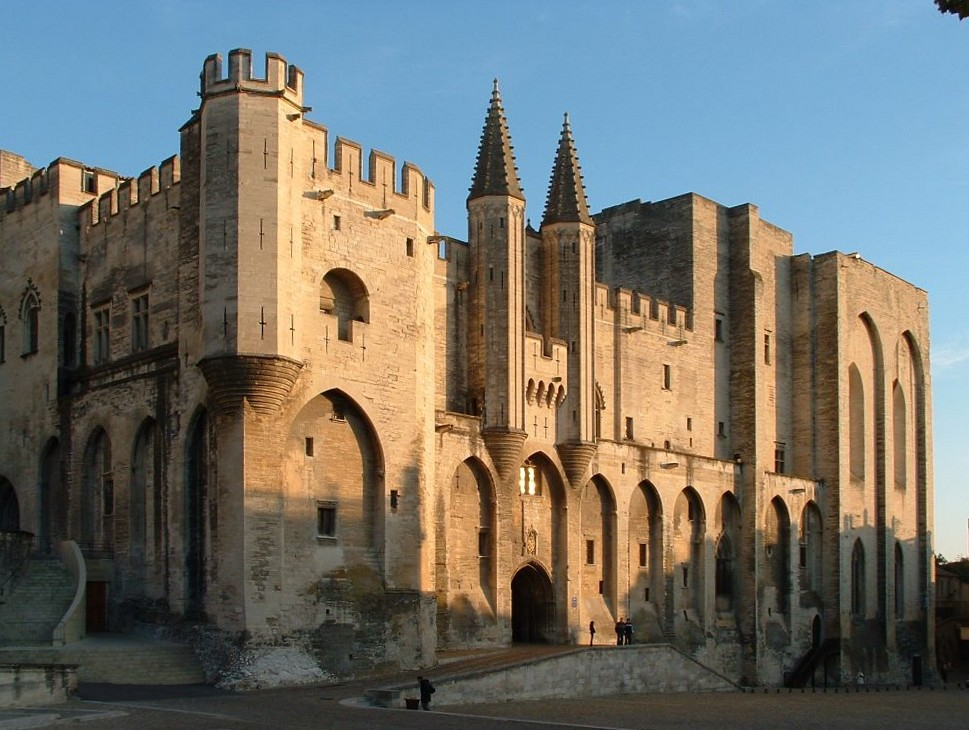
Der Papstpalast in Avignon

Die Grafen von Arles hatten früh die faktische Macht in der Provence ergriffen, galten Ende des 10. Jahrhunderts bereits als Grafen der Provence, teilten sich aber schnell in zwei Linien, denn im Jahr 1112 heirateten die beiden Töchter des Grafen jeweils zum einen den Grafen von Toulouse und zum anderen den Grafen von Barcelona. Ein Konflikt darüber, welcher der beiden Fürsten nun wahrer Erbe der Provence sei, wurde 1125 beigelegt, indem die südliche Provence geteilt wurde. Toulouse erhielt die Gebiete nördlich der Durance als Markgrafschaft Provence und Barcelona die südliche Provence.
Nach dem Tod der kinderlosen Gräfin Dulcia II. ging die Erbfolge 1167 an ihren nächsten Verwandten König Alfons II. von Aragon über; damit wurde die Grafschaft Provence nun Teil des aragonesischen Länderkomplexes. Durch die Heirat der letzten aragonesischen Gräfin Beatrix mit Karl von Anjou, dem späteren König Karl I. von Sizilien, fiel nach dem Tode der Gräfin 1267 die Grafschaft an das Haus Anjou, das bereits 1246 den südlichen Teil gewonnen hatte.
1382 wurde durch Testament die Grafschaft an das Jüngere Haus Anjou übergeben, das bis 1481 regierte. Nach dem Tode Karl III. fiel ebenfalls durch Testament die gesamte Grafschaft an den französischen König Ludwig XI. Dadurch schied die Grafschaft Provence endgültig auch aus dem Heiligen Römischen Reich aus.
Bedeutende Regenten der Anjou-Zeit waren drei Grafen von Provence, die auch Könige von Neapel waren:
- Karl von Anjou, der die Herrschaft der Staufer in Süditalien beendete;
- Johanna I., die ihren Ehemann ermorden ließ und im folgenden Kirchenprozess freigesprochen wurde, nachdem sie dem Papst die Stadt Avignon verkauft hatte;
- René, Herzog von Lothringen und Graf von Provence, le bon roi René des provenzalischen Volkstums und einer der wichtigsten Förderer der Troubadoure.

Das Land nördlich der Durance wurde zur – seit 1053 bereits bestehenden – Grafschaft Forcalquier, die 1209 wieder durch Erbschaft an die Provence zurückfiel. Im Westen schließlich, um Avignon, entstand die Markgrafschaft Provence, die als Erbe der älteren Linie seit längerem in der Hand der Grafen von Toulouse war und im Zusammenhang mit den Kreuzzügen gegen die Katharer 1274 unter die Herrschaft des (seit 1309 dann in Avignon residierenden) Papstes geriet. Dieser päpstliche Machtbereich schrumpfte im Lauf der Jahre immer mehr, im Norden spaltete sich das Fürstentum Orange ab, das 1713 von Frankreich annektiert wurde, bis der verbliebene Rest, die Grafschaft Venaissin, 1791 im Zuge der Französischen Revolution ebenfalls übernommen wurde.
1498 wurde der zu diesem Zeitpunkt zu Frankreich gehörende Teil der Provence in die Domaine royal eingefügt, ab 1660 das Gebiet wie eine Provinz verwaltet und 1789 im Zuge der Französischen Revolution in Départements aufgeteilt.
Lediglich die in den Meeralpen (auch Seealpen genannt) gelegenen Teile der Provence, die sich im Laufe der Zeit selbstständig gemacht hatten (zum Beispiel die Grafschaft Nizza und das Fürstentum Monaco), verblieben beim Heiligen Römischen Reich, und kamen zum Teil erst später zu Frankreich – die Grafschaft Nizza (die ab 1388 von der Grafschaft Savoyen annektiert wurde) endgültig erst 1860, das Territorium von Tende, La Brigue und Isola erst im Jahre 1947. So ging auch nach fast sieben Jahrhunderten das „Schisma“ der Provence zu Ende.
Verstärkt fuhren Mitte des 19. Jahrhunderts englische Aristokraten aus dem regenverhangenen Norden in das gelobte Land, „wo die Zitronen blühen“, um in dem milden Klima den Winter zu verbringen. Niemand ahnte, dass dies die ersten Vorboten einer neuen „Völkerwanderung“ waren. Schon bald entstanden ganze Villenviertel, tropische Pflanzen wurden akklimatisiert und weitläufige Gärten angelegt.
1887 publizierte Stéphen Liégeard ein Buch mit dem Titel La Côte d’Azur. In wenigen Jahren setzte sich dieser Name für den Küstensaum zwischen Hyères und Menton im allgemeinen Sprachgebrauch durch.
Während des Ersten Weltkrieges war die Provence von den Kämpfen nicht direkt betroffen. Nach der Generalmobilmachung am 1. August 1914 meldeten sich innerhalb weniger Tage 140.000 Männer in den Kasernen. In der Region wurden Krankenhäuser für Verwundete und Gefangenenlager eingerichtet. Darüber hinaus wurden in der Provence, vor allem im Ubaye-Tal, Tausende von Flüchtlingen aufgenommen; Marseille wurde zu einem Kriegshafen für den Transport von Kolonialtruppen und Ausrüstung.
Ab 1933, nach der Machtübernahme in Deutschland durch die Nationalsozialisten, wurde die Provence, so etwa der Küstenort Sanary-sur-Mer, zu einem bevorzugten Zufluchtsort für zahlreiche deutsche und österreichische Intellektuelle. Nach dem Westfeldzug des Zweiten Weltkrieges und der Niederlage der französischen Armee in 1940 wurde Frankreich entsprechend den Bedingungen des Waffenstillstands von Compiègne in eine besetzte (zone occupée) und eine freie Zone (zone libre) geteilt; die Provence wurde Teil der freien Zone. Wie im Übrigen vom Vichy-Regime regierten Gebiet war auch die Provence von der Kollaboration mit den Deutschen im Kampf gegen den französischen Widerstand, die Résistance, geprägt. Auch führten die französischen Behörden selbst eine Verfolgung der jüdischen Bevölkerung durch. Sie wurde nach Deutschland und Polen deportiert. Das größte Internierungslager in der Provence war das Camp des Milles in der Nähe von Aix-en-Provence.

## Regionale Naturparks in der Provence
Zur Lage der Parks, siehe → Liste der regionalen Naturparks in Frankreich
- Regionaler Naturpark Alpilles (Parc naturel régional des Alpilles)
- Regionaler Naturpark Baronnies Provençales (Parc naturel régional des Baronnies Provençales)
- Regionaler Naturpark Camargue (Parc naturel régional de Camargue)
- Regionaler Naturpark Queyras (Parc naturel régional du Queyras)
- Regionaler Naturpark Luberon (Parc naturel régional du Luberon)
- Regionaler Naturpark Mont-Ventoux (Parc naturel régional du Mont-Ventoux)
- Regionaler Naturpark Préalpes d’Azur (Parc naturel régional des Préalpes d’Azur)
- Regionaler Naturpark Sainte-Baume (Parc naturel régional de la Sainte-Baume)
- Regionaler Naturpark Verdon (Parc naturel régional du Verdon)

## Nationalparks in der Provence
Zur Lage der Parks, siehe → Nationalparks von Frankreich
- Nationalpark Calanques (Parc National des Calanques)
- Nationalpark Mercantour (Parc national du Mercantour)
- Nationalpark Port-Cros (Parc national de Port-Cros)

## Typische Landschafts- und Stadtbilder der Provence

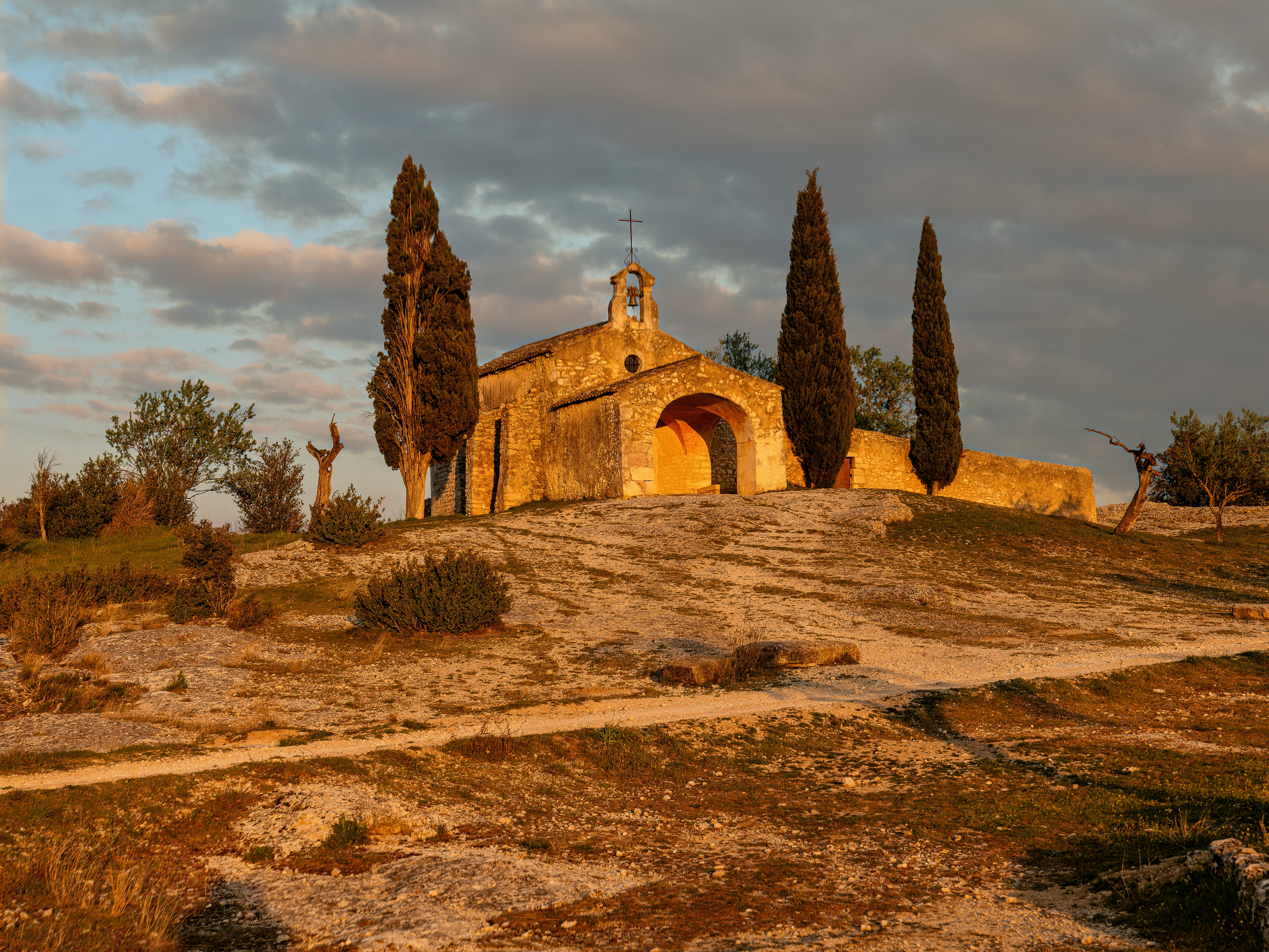
Kapelle Saint-Sixte in den Alpillen
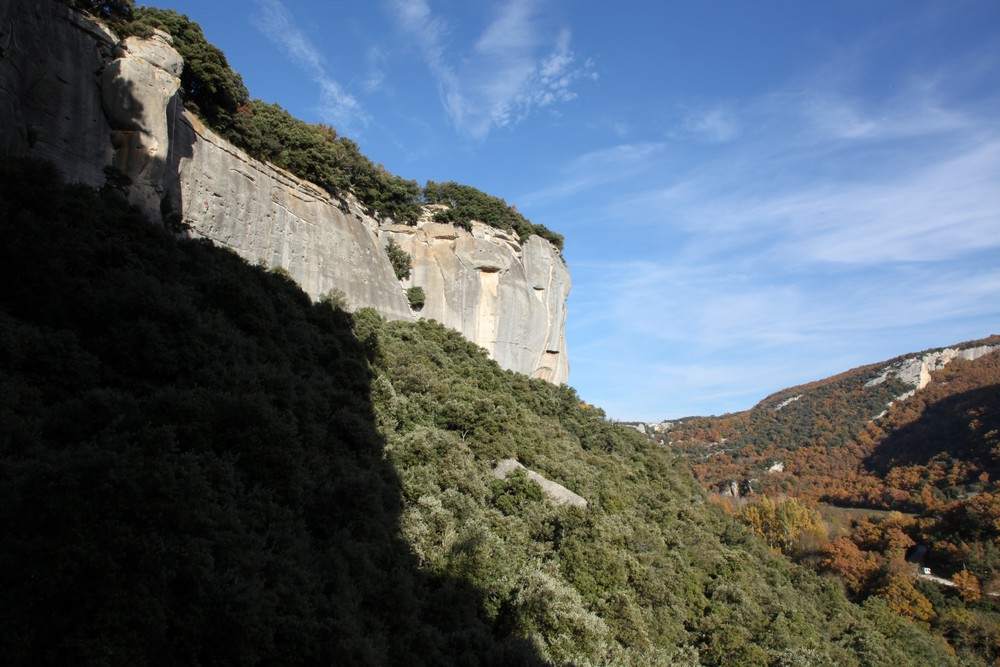
Felsen bei Buoux (Luberon)
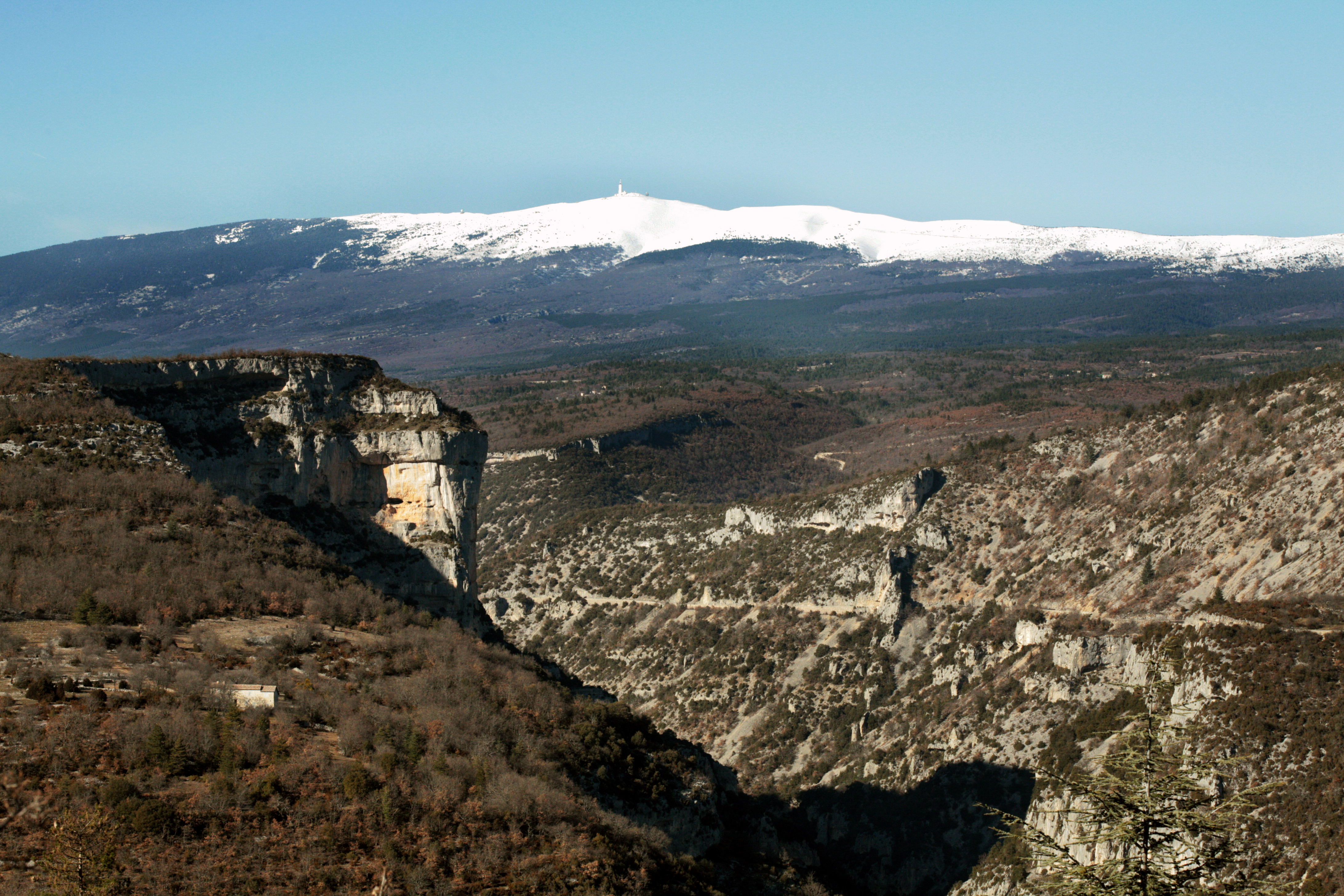
Nesque-Schlucht und Mont Ventoux
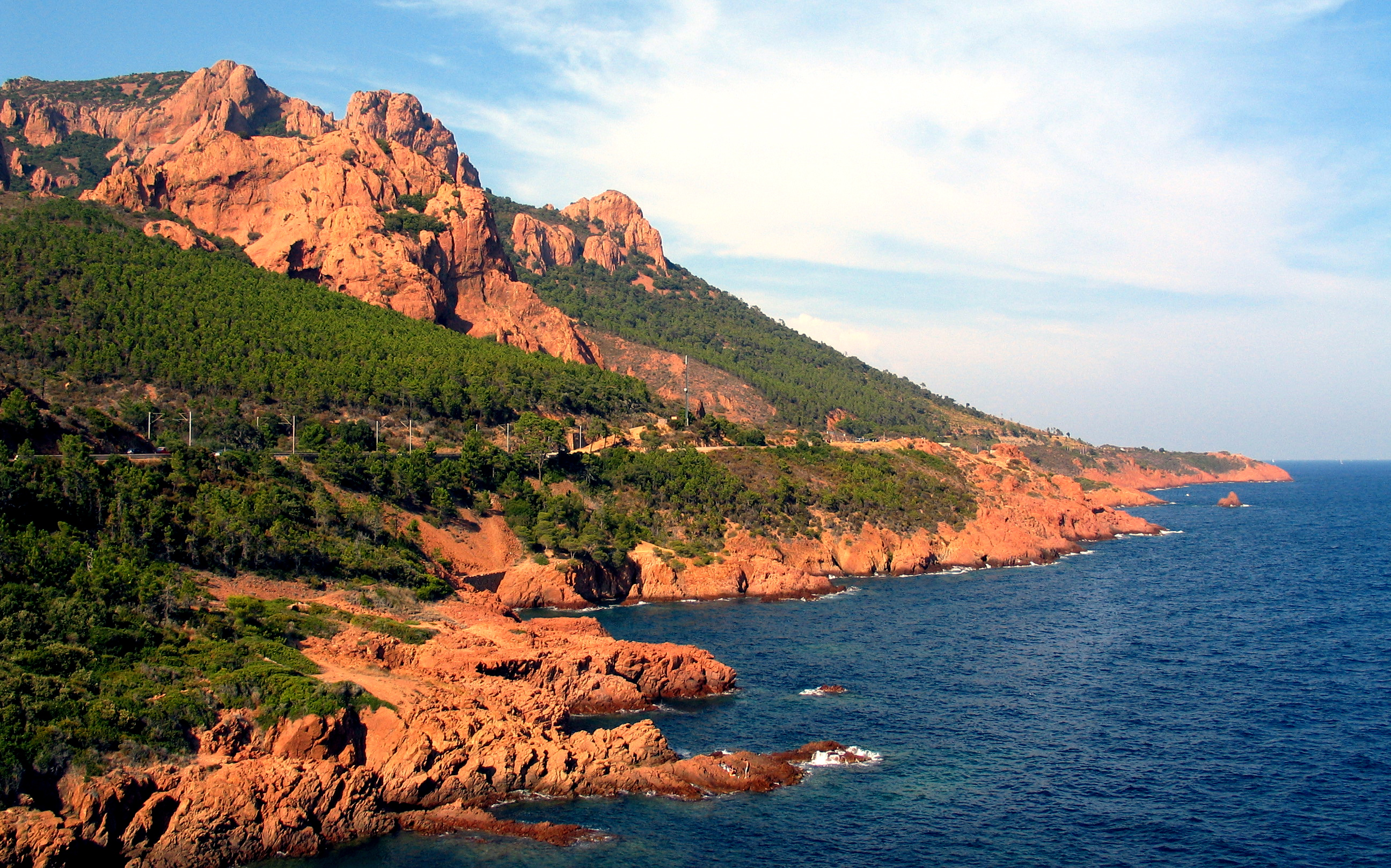
Esterel-Gebirge am Mittelmeer
Saint-Tropez an der Côte d’Azur
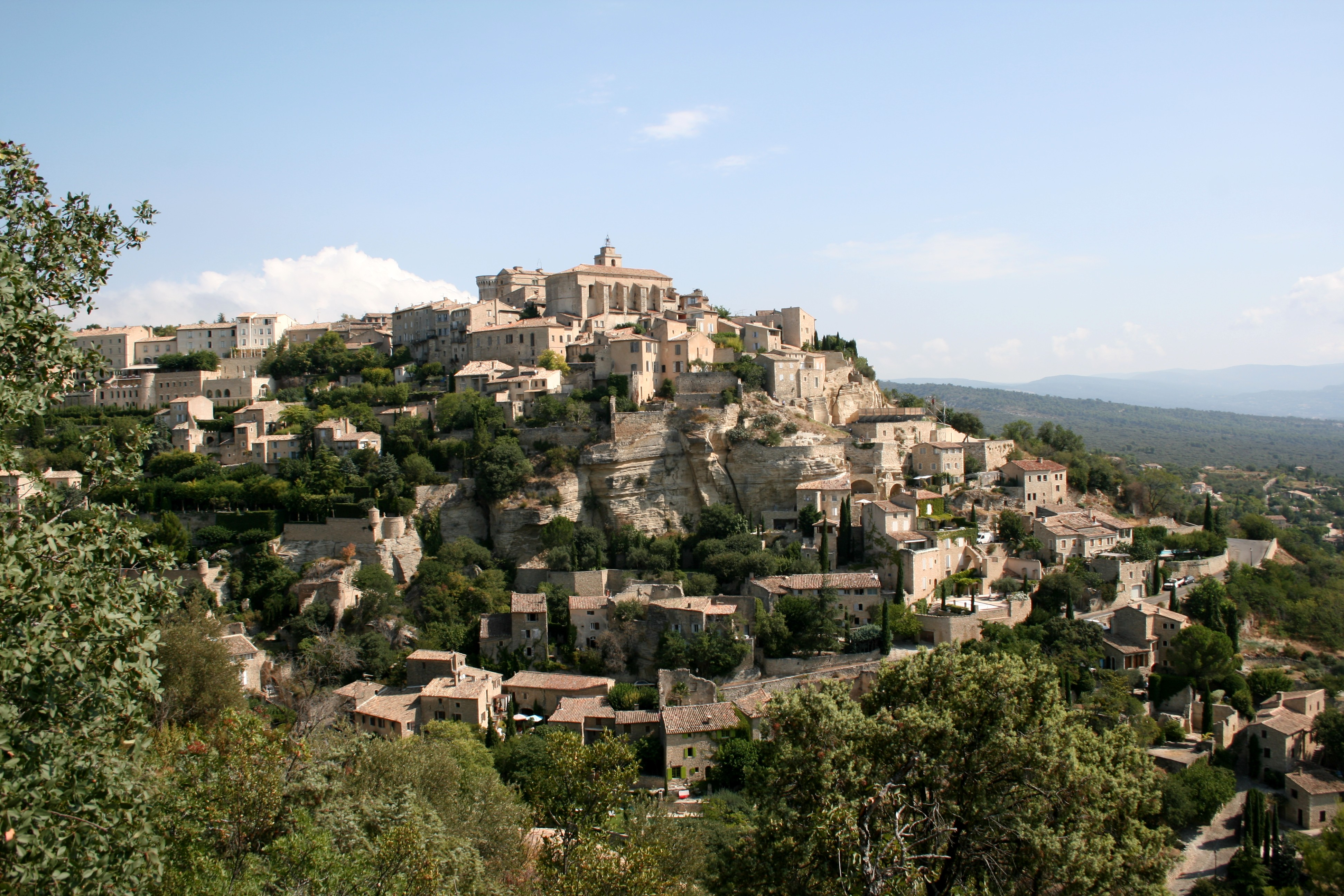
Gordes im Luberon
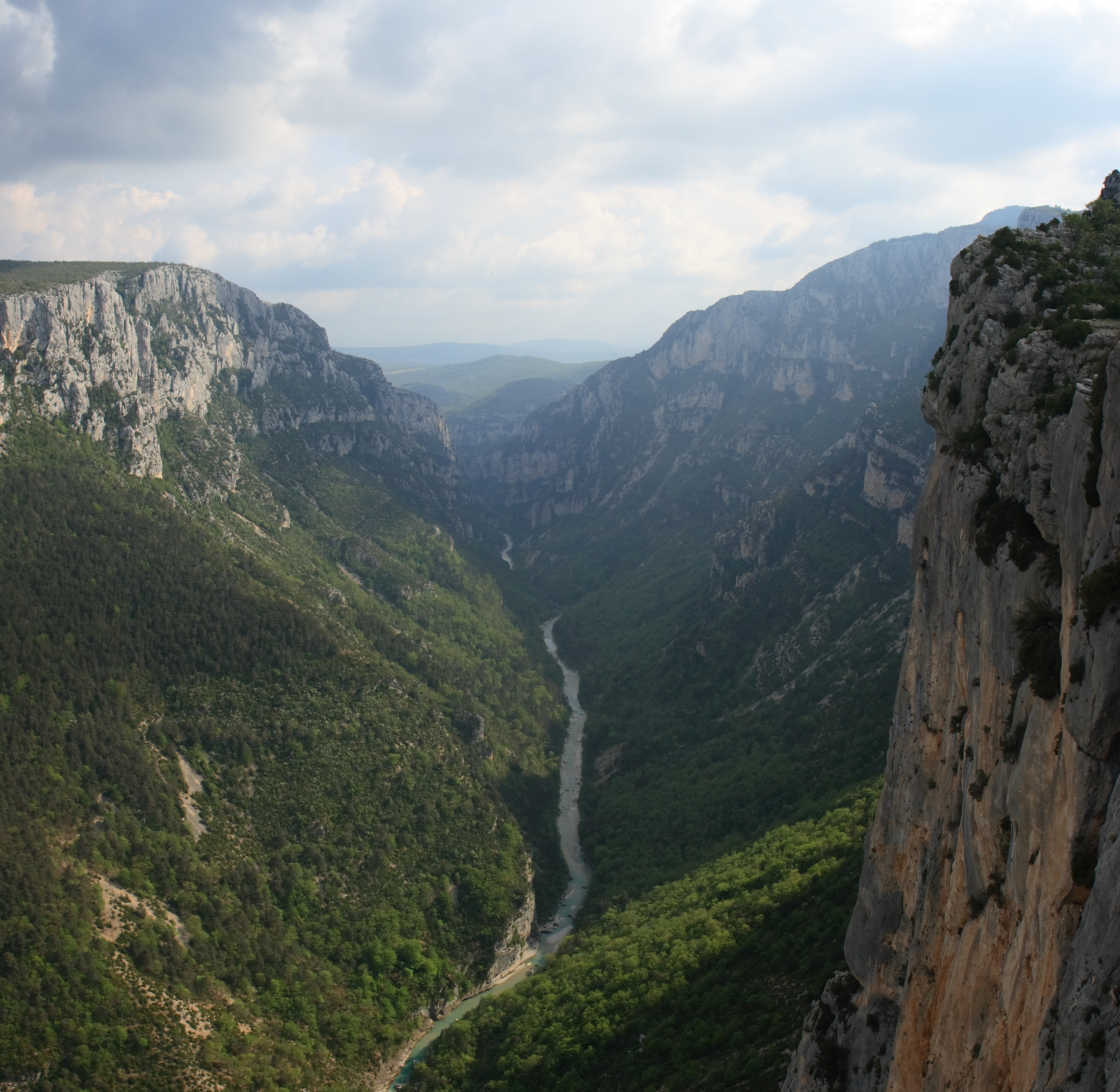
Verdonschlucht
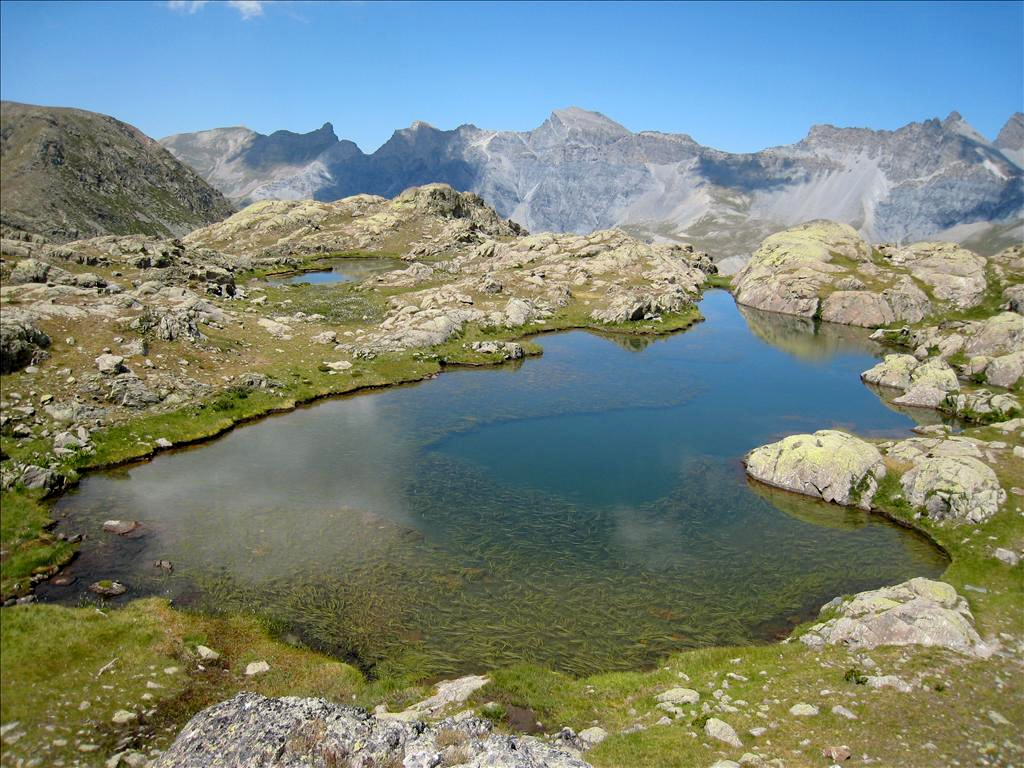
Lacs de Morgon in der Haute Tinée
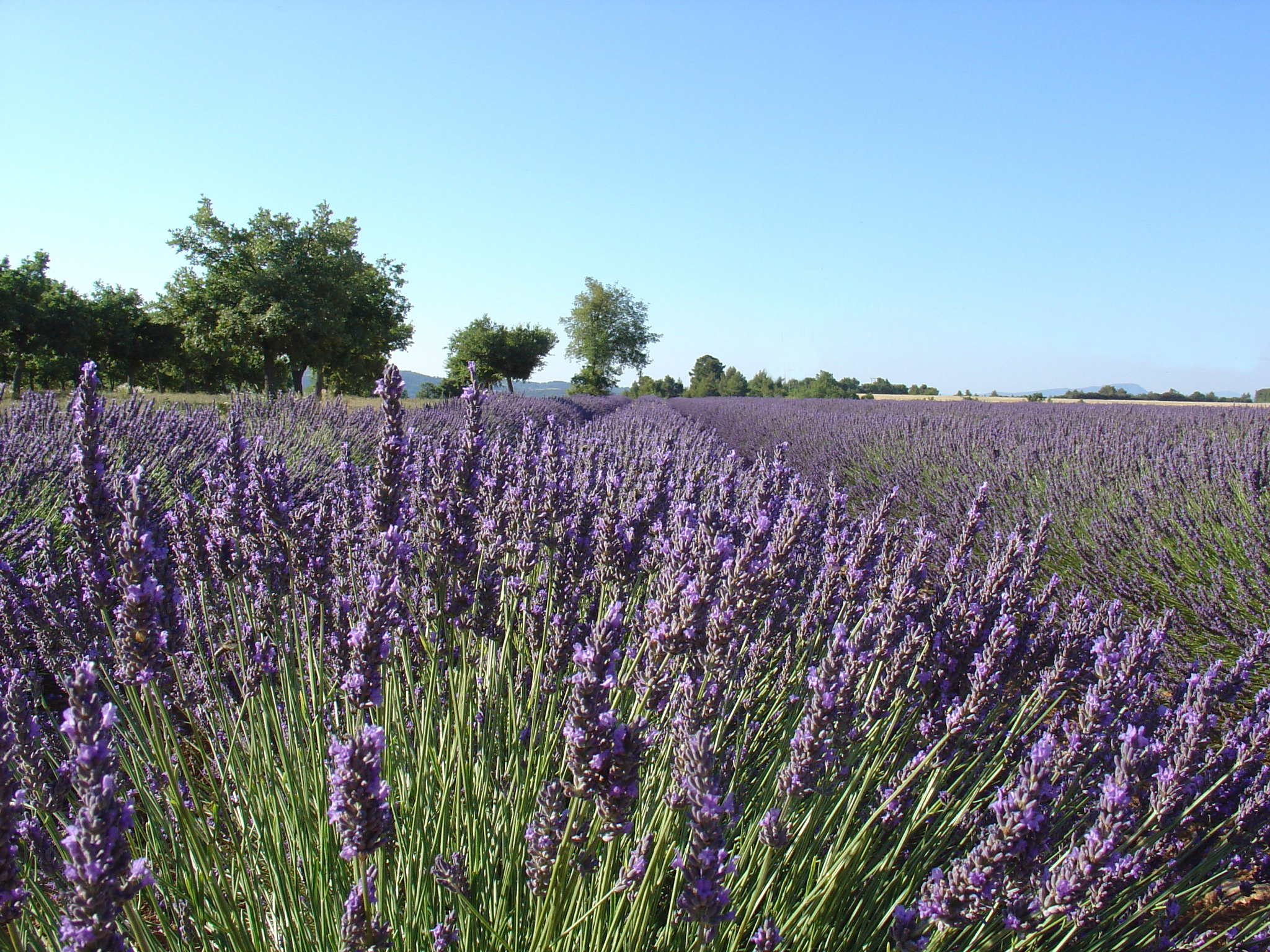
Lavendelfeld in der Provence
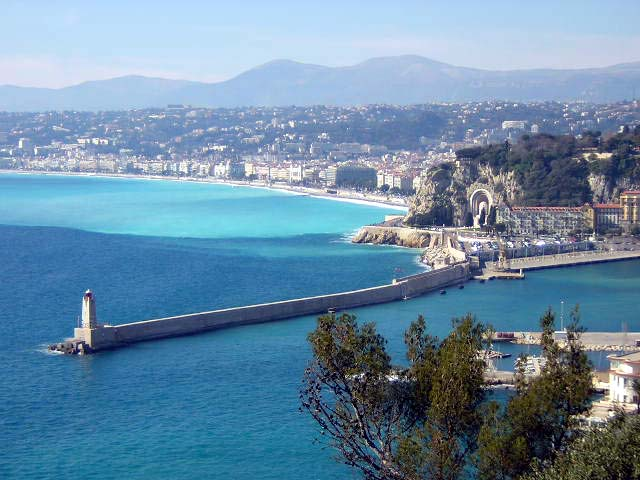
Nizza an der Côte d’Azur
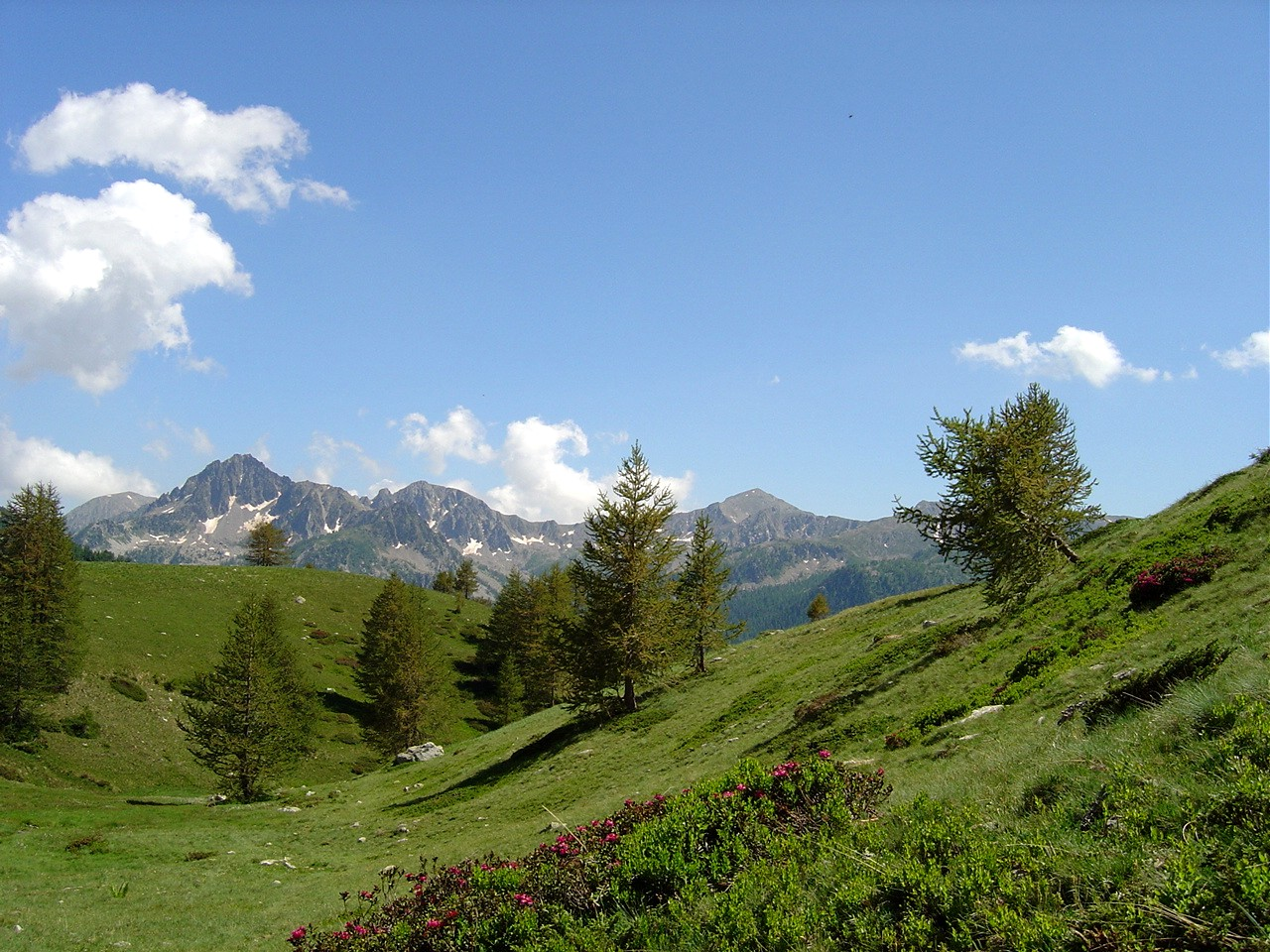
Nationalpark Mercantour in den Seealpen
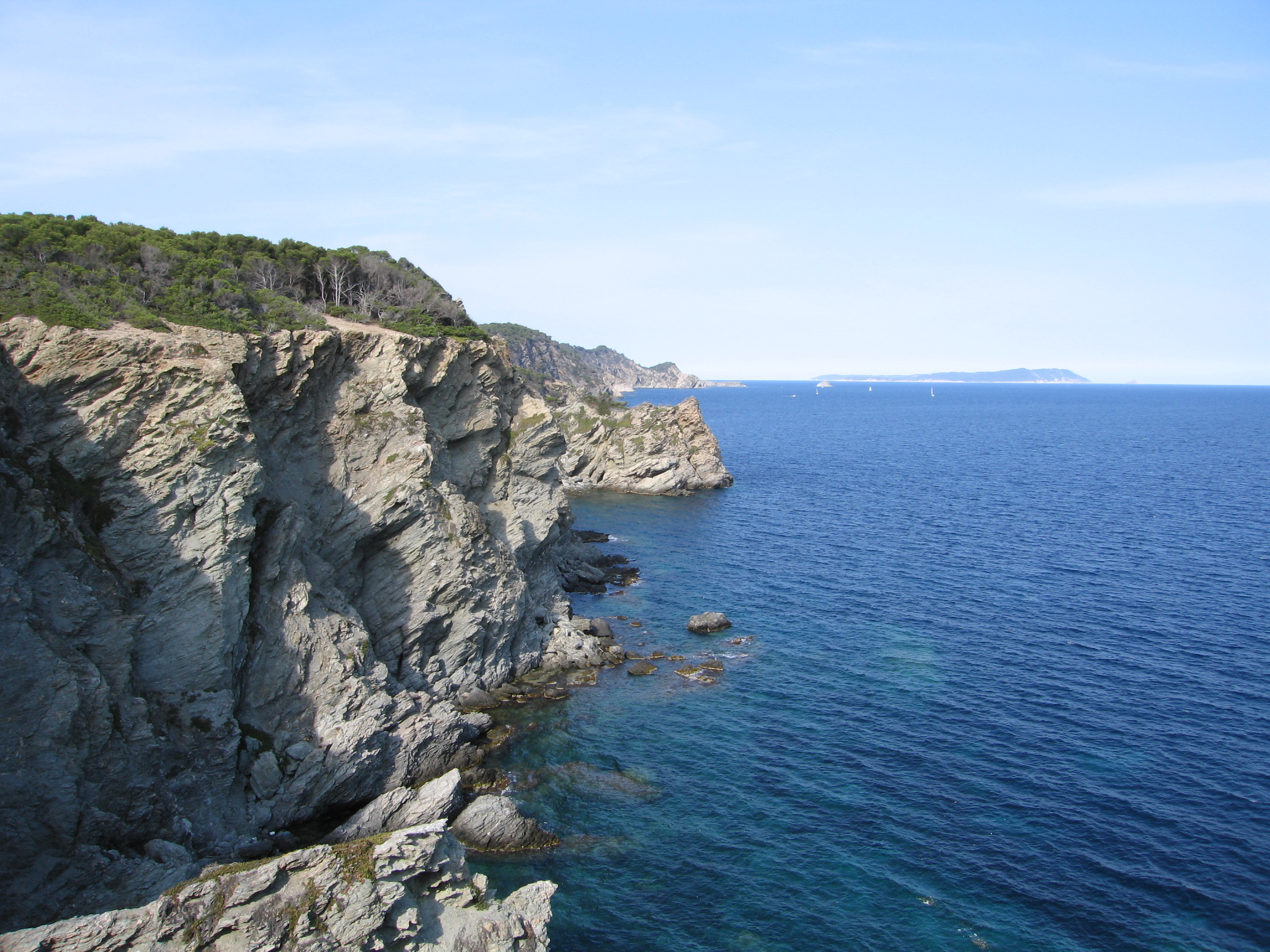
Südliche Küste der Île de Porquerolles
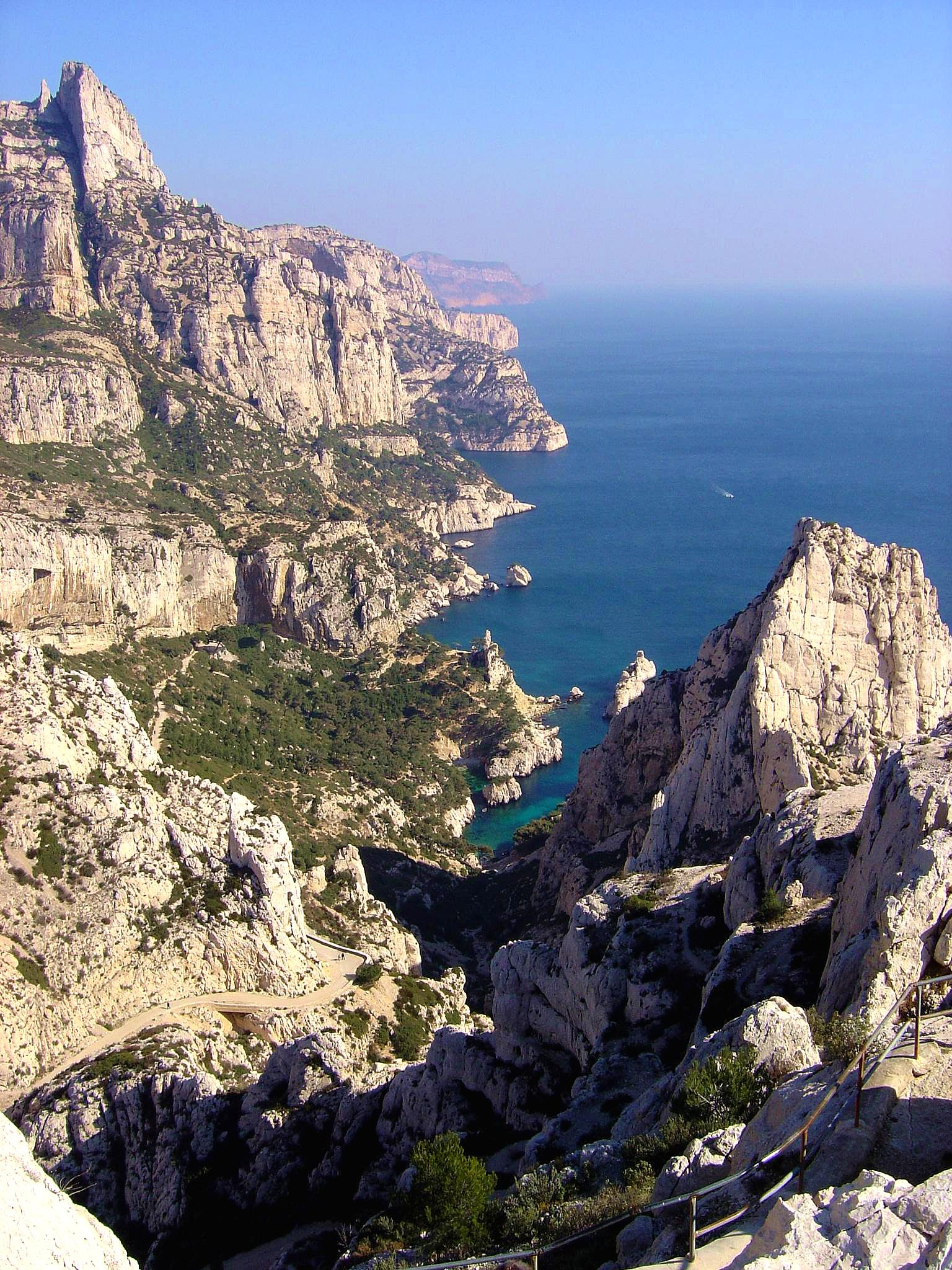
Die Calanques in der Nähe Marseilles
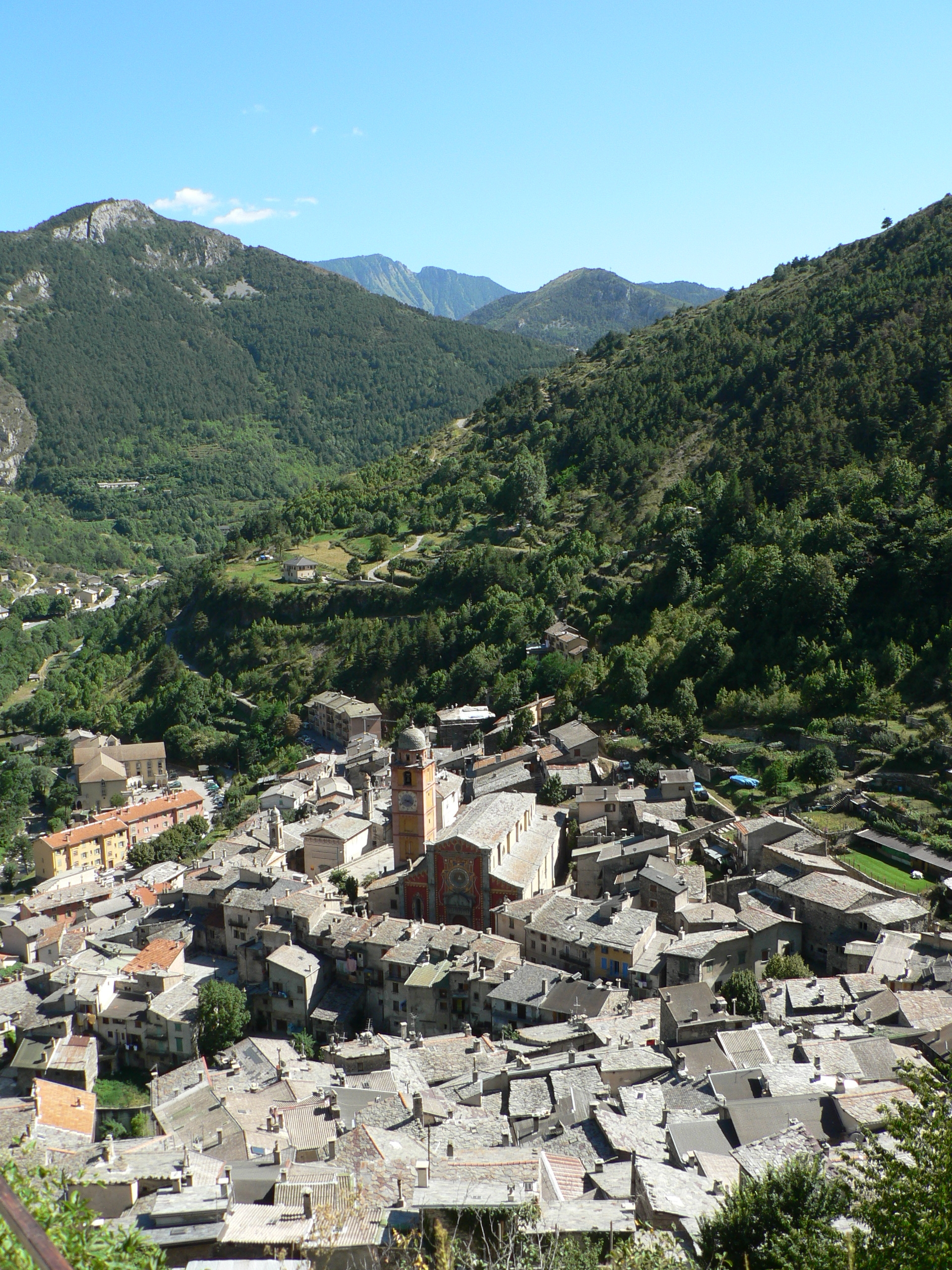
Tende, Royatal in den östlichen Seealpen
Blick auf die Altstadt von Menton, Côte d’Azur
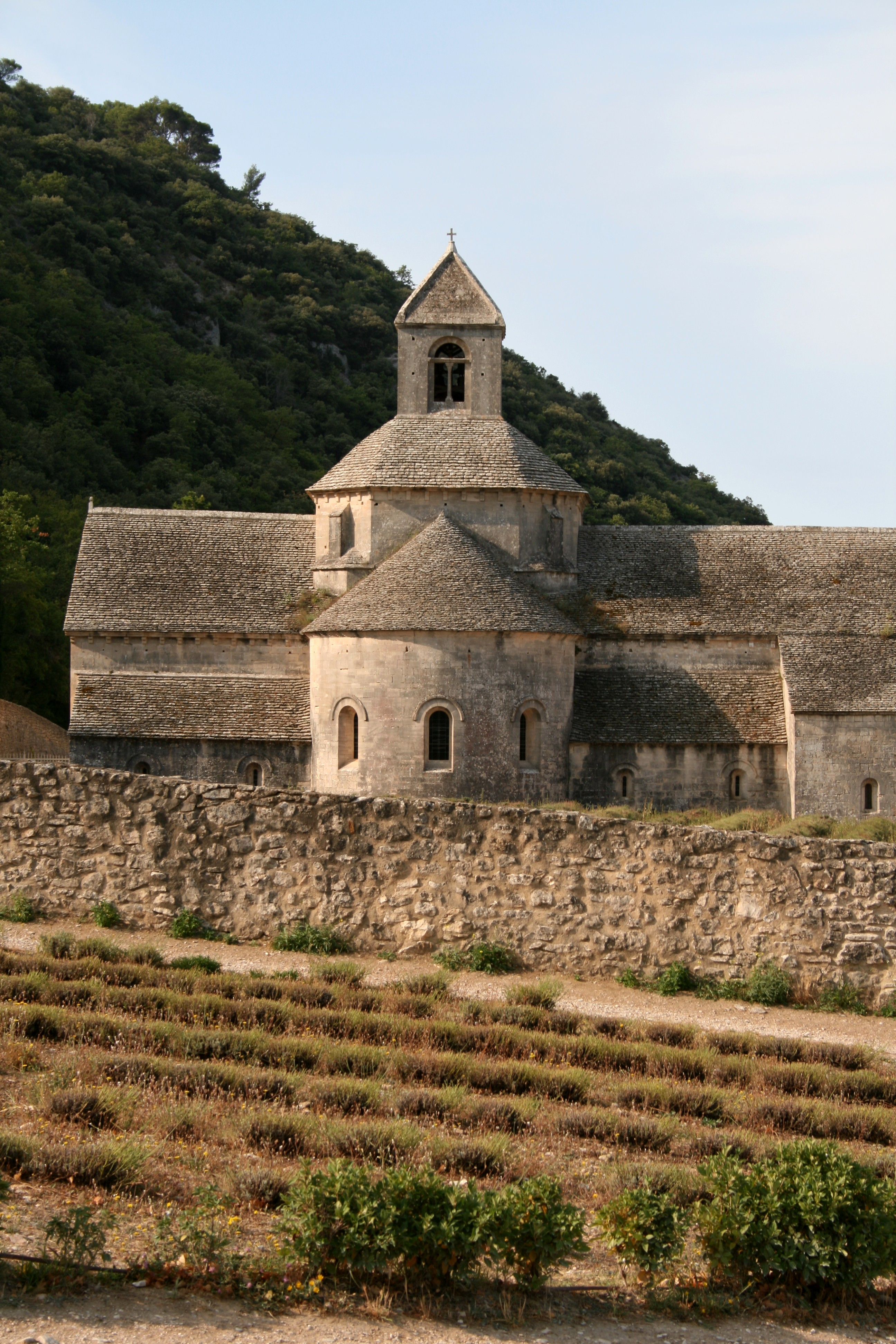
Kloster Notre Dame de Sénanque, (Vaucluse)
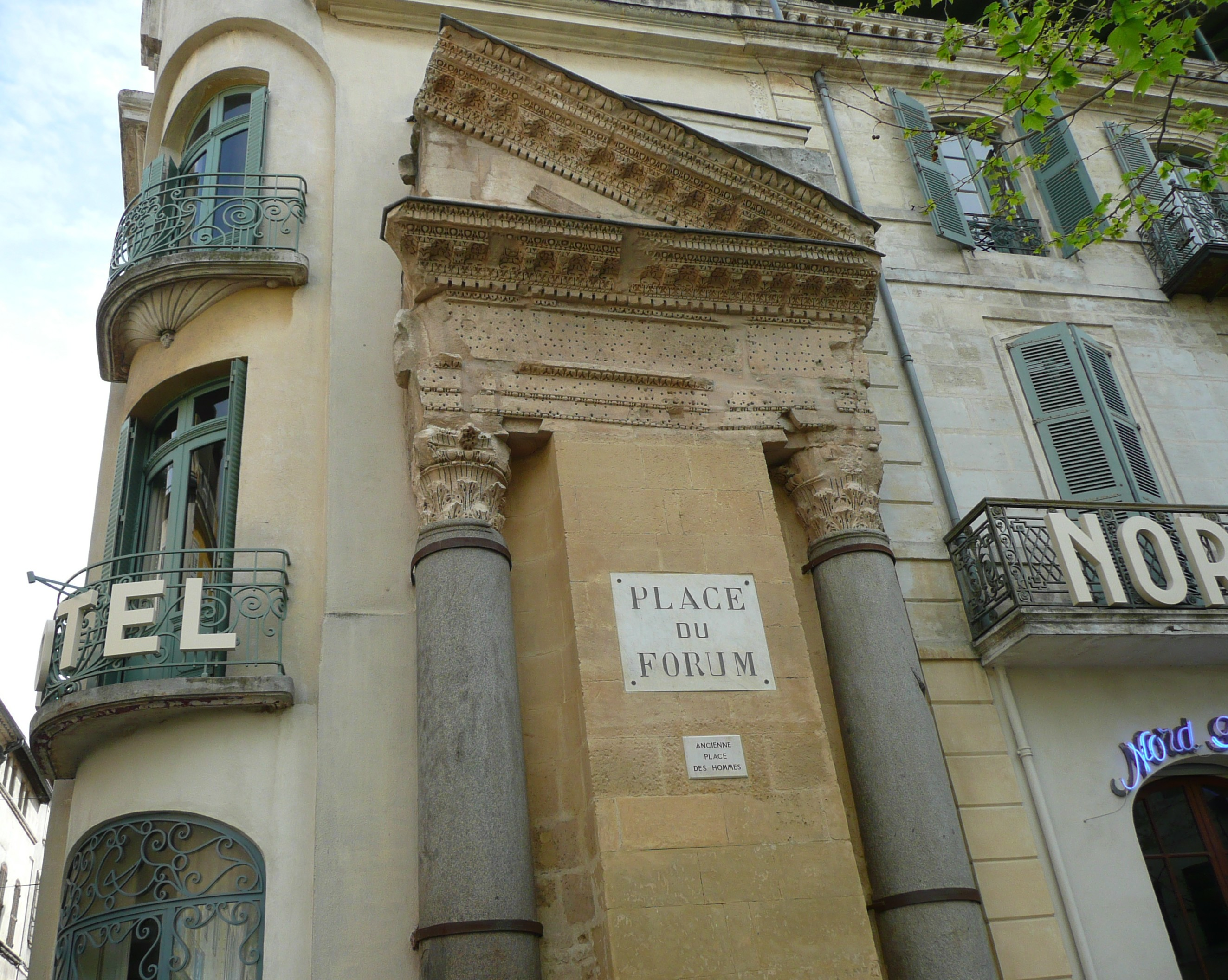
Arles: Place du Forum
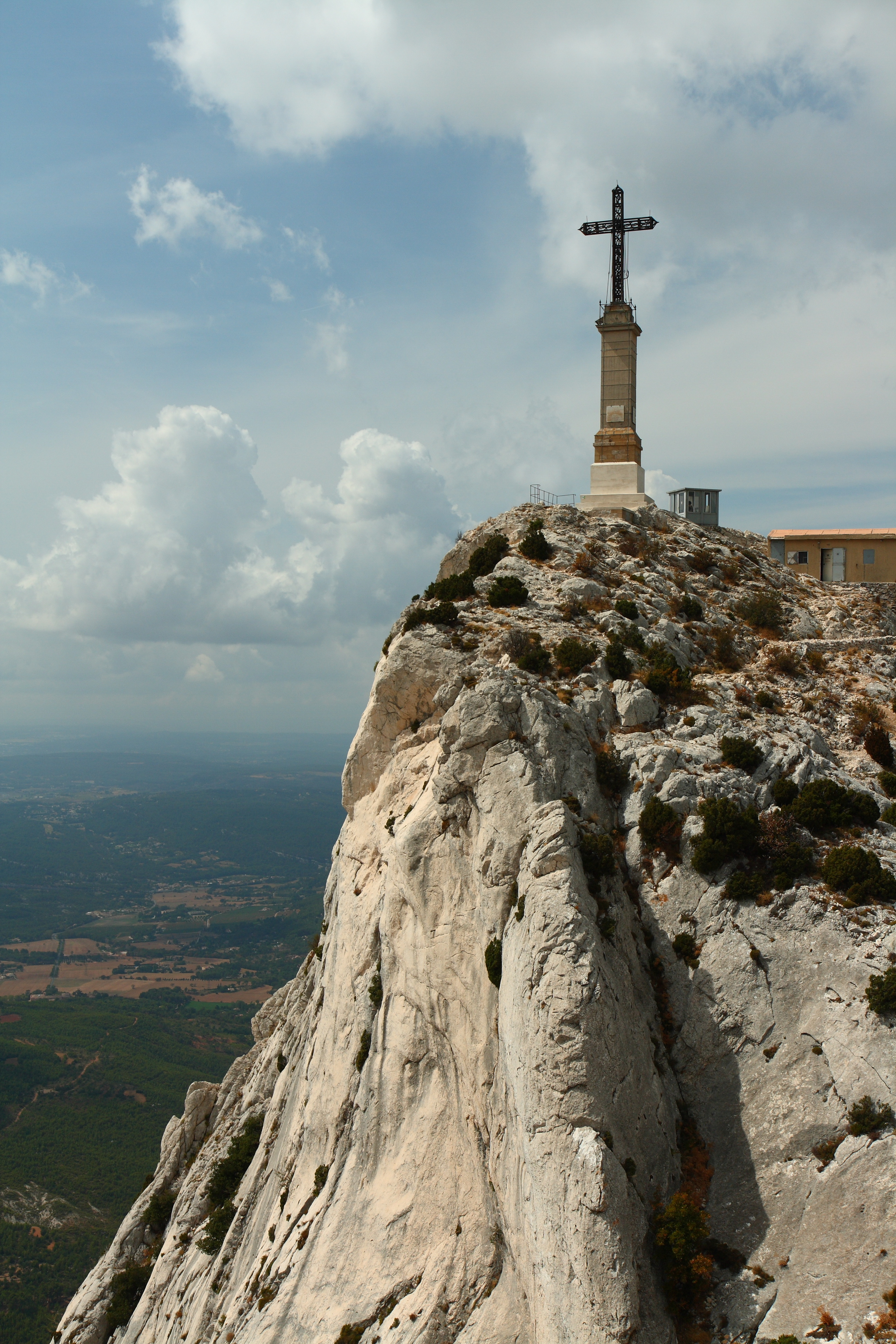
Montagne Sainte-Victoire bei Aix-en-Provence
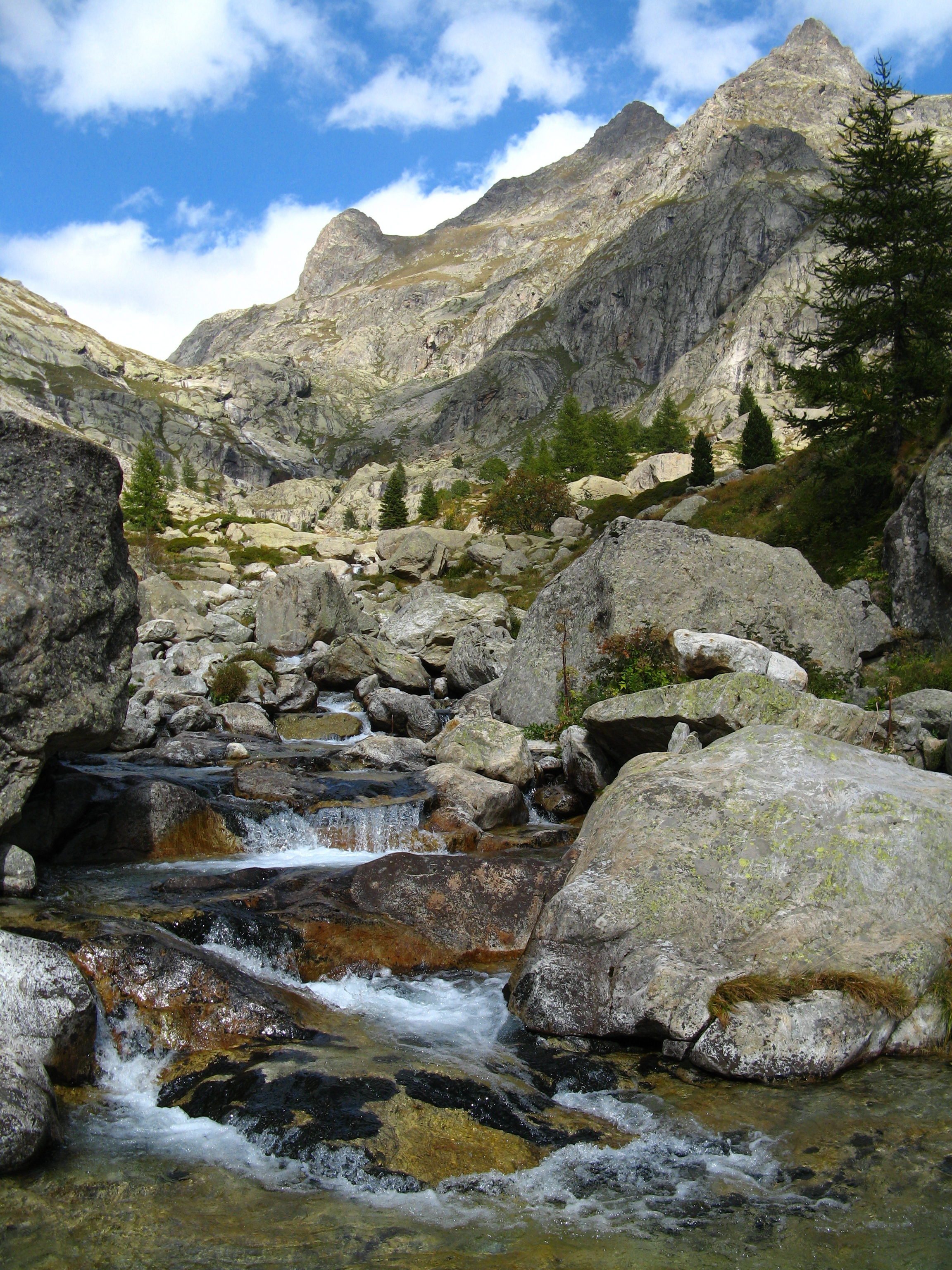
Gordolasque-Tal im Hochland der Ostprovence hinter Nizza